# Arquitectura fatimí

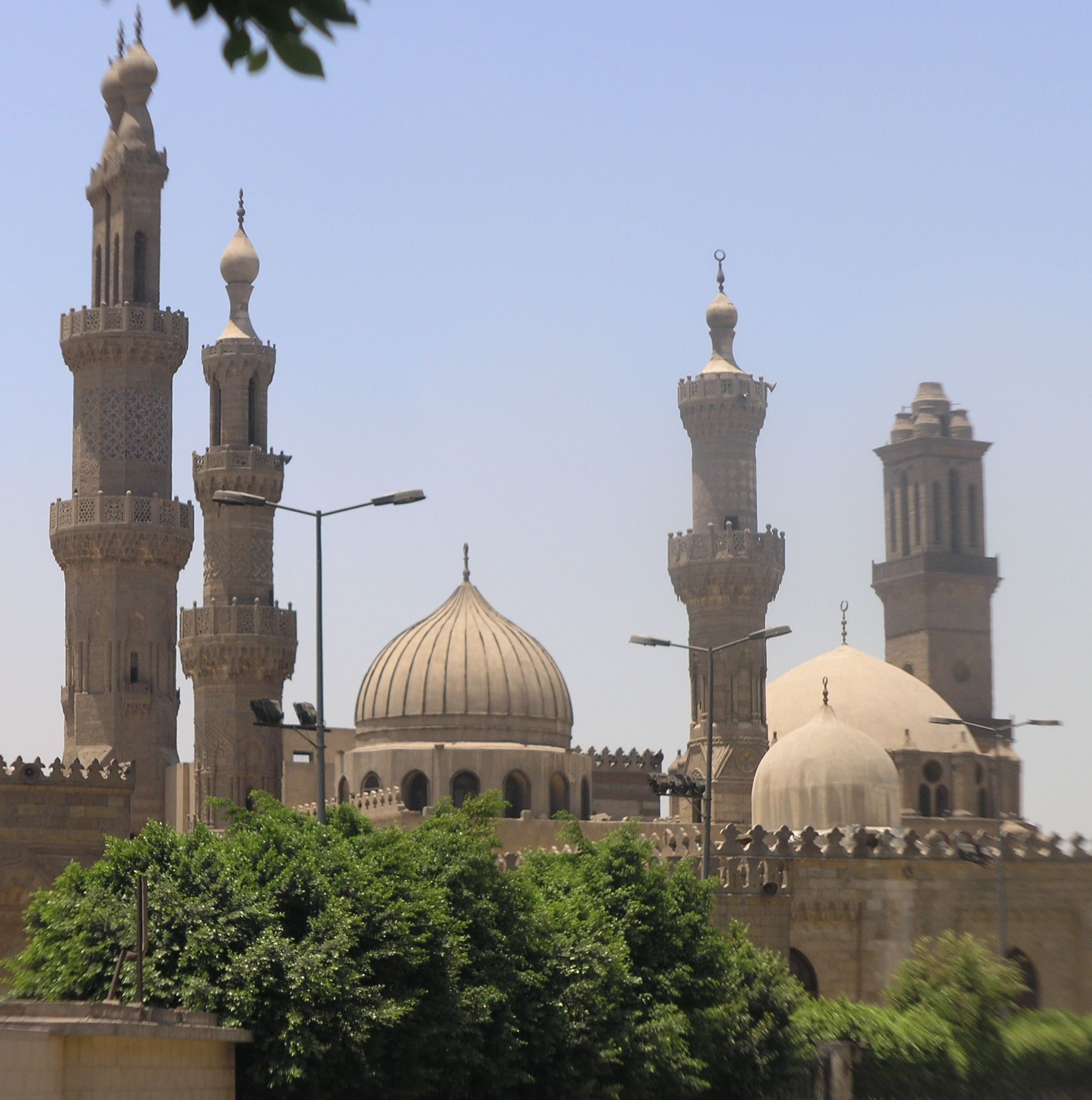
Mezquita de al-Azhar (969-973), El Cairo

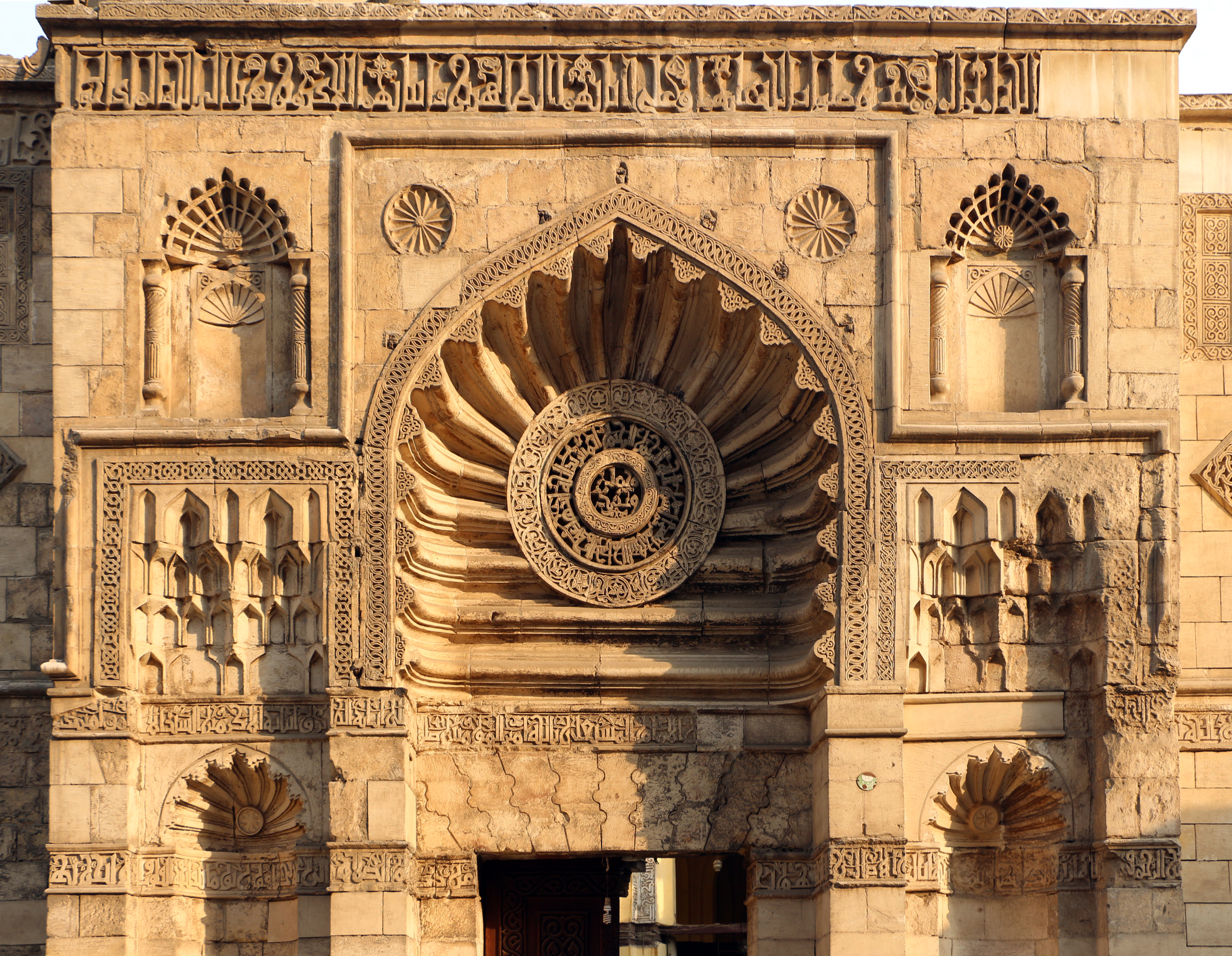
Mezquita de Aqmar (acabada en 1125), El Cairo

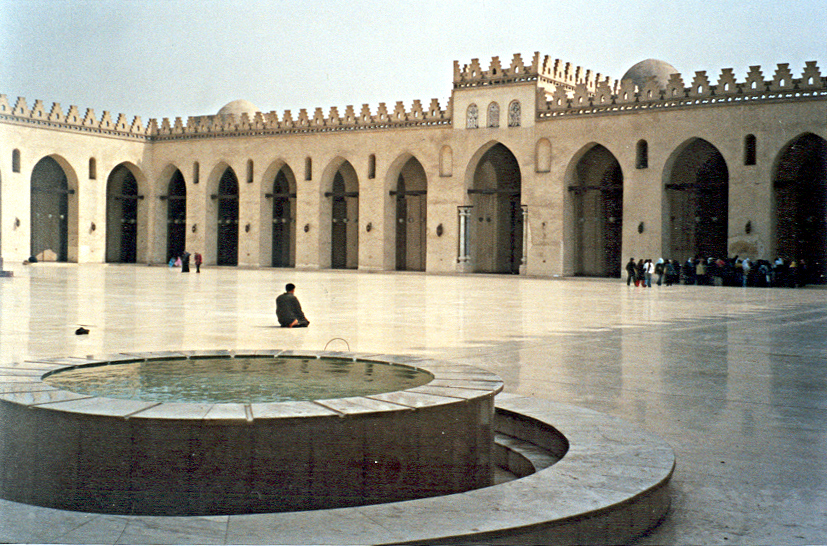
Patio de la mezquita Al-Hakim (996-1013), El Cairo

La arquitectura fatimí es el estilo arquitectónico que se desarrolló en el califato fatimí bajo la dinastía homónima de los fatimíes, que reinaron en el Norte de África, en Ifriqiya y después en Egipto, entre 909 y 1171. Fue una de las pocas dinastías chiitas del mundo islámico y la única cuyos miembros ostentaban el título de califa. Enfrentados a los abásidas, que reinaban en Irak, dieron lugar a una importante producción artística favorecida por esa competencia entre ambas dinastías, embarcándose en la construcción de palacios lujosos, sus mayores logros arquitectónicos, que se conocen solamente gracias a descripciones escritas. Varios de los edificios que se conservan —tumbas, mezquitas y murallas que se encuentran principalmente en El Cairo— tienen elementos originales fatimíes, a pesar de que fueron modificados y reconstruidos en épocas posteriores. 
Combinaba elementos de la arquitectura oriental y de la occidental, inspirándose en las tradiciones norteafricanas y en la arquitectura abasí, bizantina y copta. Fusionó los primeros estilos islámicos con la arquitectura medieval del sultanato mameluco de Egipto, introduciendo importantes innovaciones, como el arco en quilla y las pechinas de las cúpulas. Usaron generalmente pórticos, domos sobre mihrabs y qiblas y fachadas ornamentadas con iconografías y decoraciones de estuco. El grabado en madera de las puertas e interiores fue delicado y detallado. Sus mezquitas seguían un esquema de planta hipóstila, con un patio central rodeado por arcadas; también construyeron mausoleos, siendo el mashad, un altar que conmemora a un descendiente del profeta Mahoma, un tipo característico de su arquitectura.
Sus mayores logros se erigieron en sus principales ciudades: en Mahdía (909-948) —con la Gran Mezquita, finalizada en 916—, en Al-Mansuriya (948-973) y en Al-Qahira (973-1169), hoy la vieja ciudad de El Cairo en la ribera oriental del río Nilo, que fue el gran centro de su actividad, donde se erigieron muchos palacios, mezquitas y otros edificios. Algunos ejemplos notables cairotas son las mezquitas de al-Azhar (969-973) —la espléndida, la primera mezquita congregacional fundada a la vez que la ciudad y que, junto a su institución adyacente de aprendizaje superior (la Universidad de al-Azhar), se convertiría en el centro espiritual del ismailismo chií—, la de Al-Hakim (996-1013) —que jugó un rol muy importante en las procesiones y ceremonias que enfatizaron los roles religiosos y políticos del califa—, la de Lulua (1015-1016), la de Yuyushi (acabada en 1085) y la de Aqmar (acabada en 1125). Al-Aziz Billah (r. 975-996) es generalmente considerado el mayor constructor fatimí, y se le reconocen al menos trece hitos importantes, como el palacio Dorado, la mezquita de El Cairo, una fortaleza, un belvedere, un puente y unos baños públicos.
Tres puertas monumentales de la era fatimí en El Cairo, construidas bajo las órdenes del visir  Badr al-Jamali (r. 1073-1094), han sobrevivido: Bab al-Nasr (1087), Bab al-Futuh (1087) y Bab Zuwayla (1092). A pesar de que han sido alteradas, tienen características de arquitectura bizantina, con pocas trazas de la tradición islámica oriental.
Recientemente ha surgido un estilo neo-fatimí, utilizado en restauraciones o en la edificación revival de mezquitas chiitas modernas por Bohra Da'udí, que supuestamente continúa la arquitectura fatimí original.

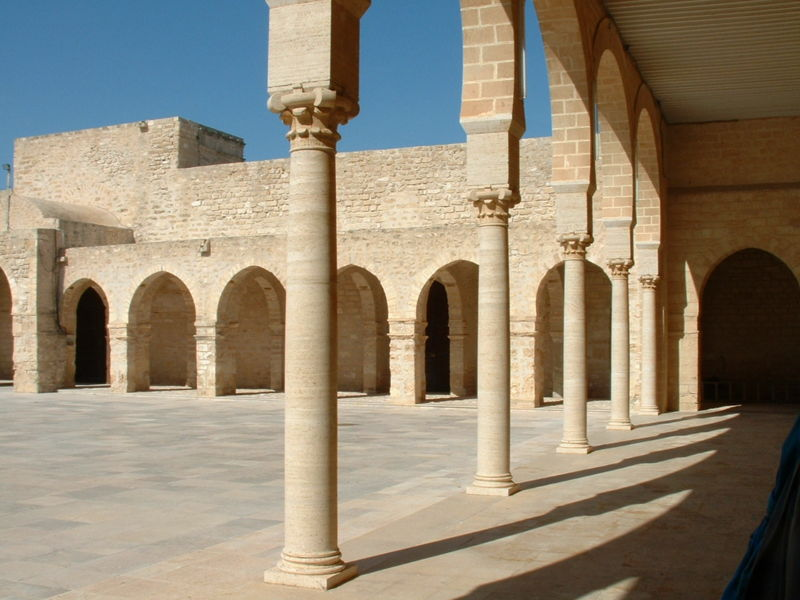
Patio de la Gran Mezquita de Mahdía (acabada en 916)
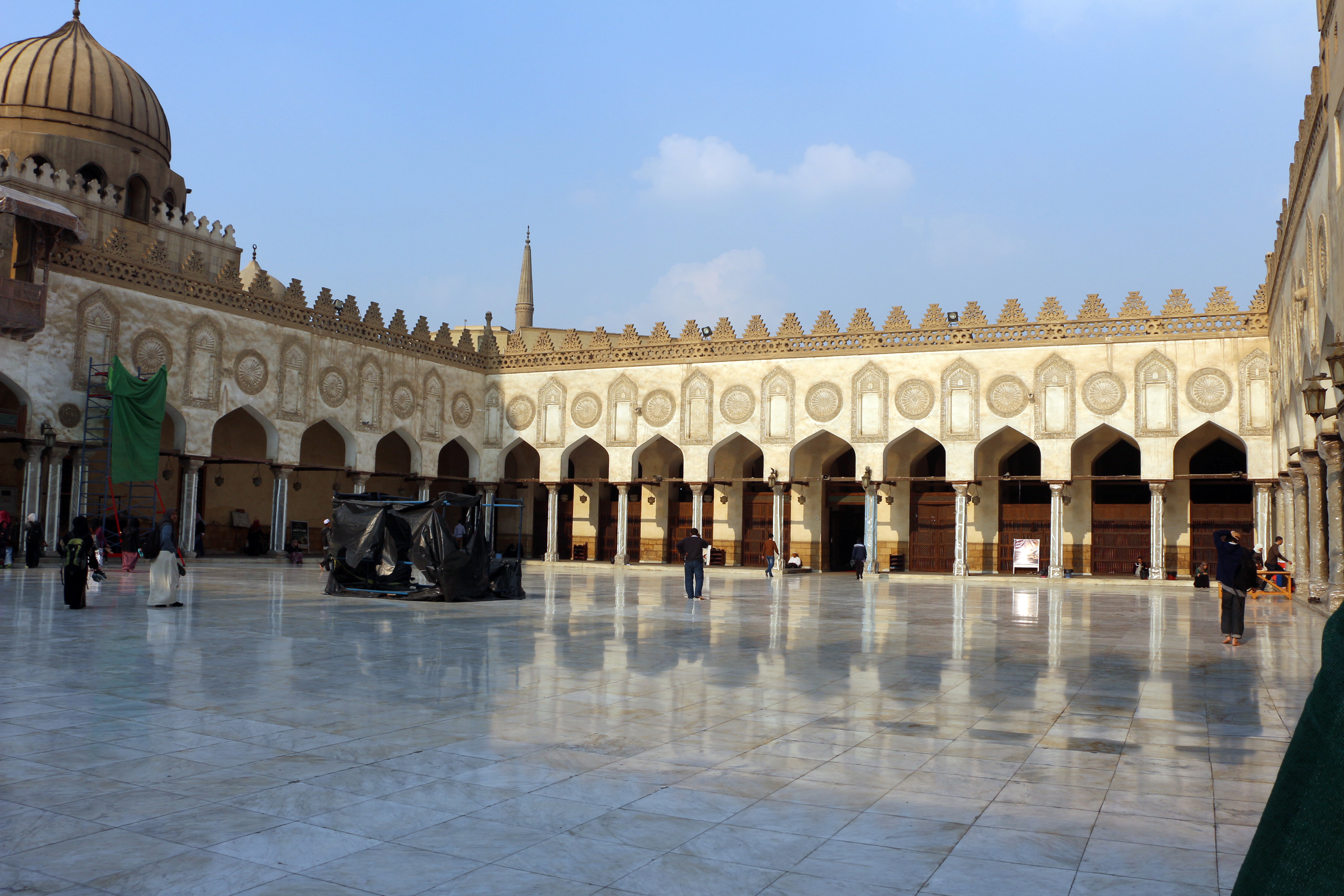
Patio de la mezquita de al-Azhar (969-973), El Cairo
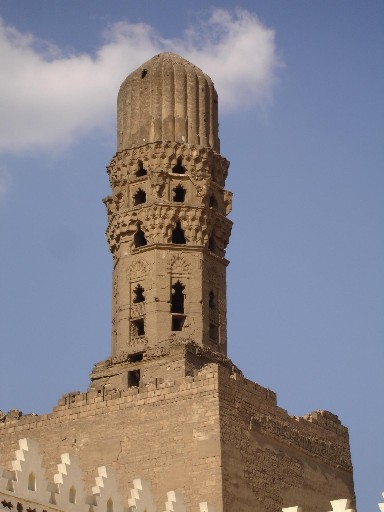
Minarete de la  mezquita Al-Hakim (996-1013), El Cairo
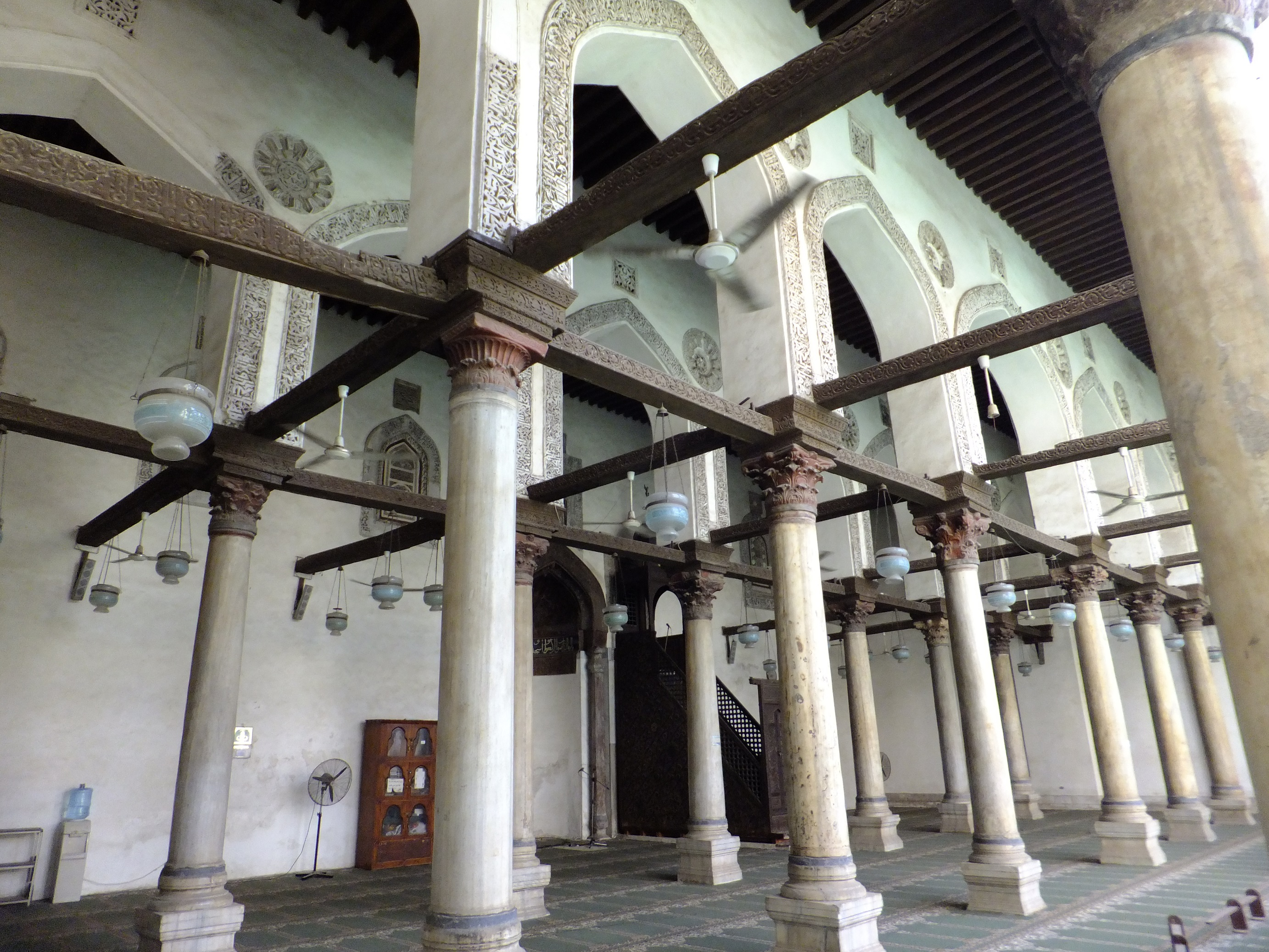
La sala de oración de la mezquita Salih Talai , con contornos de estuco caligráfico alrededor de los arcos y vigas de madera talladas de la época fatimí.
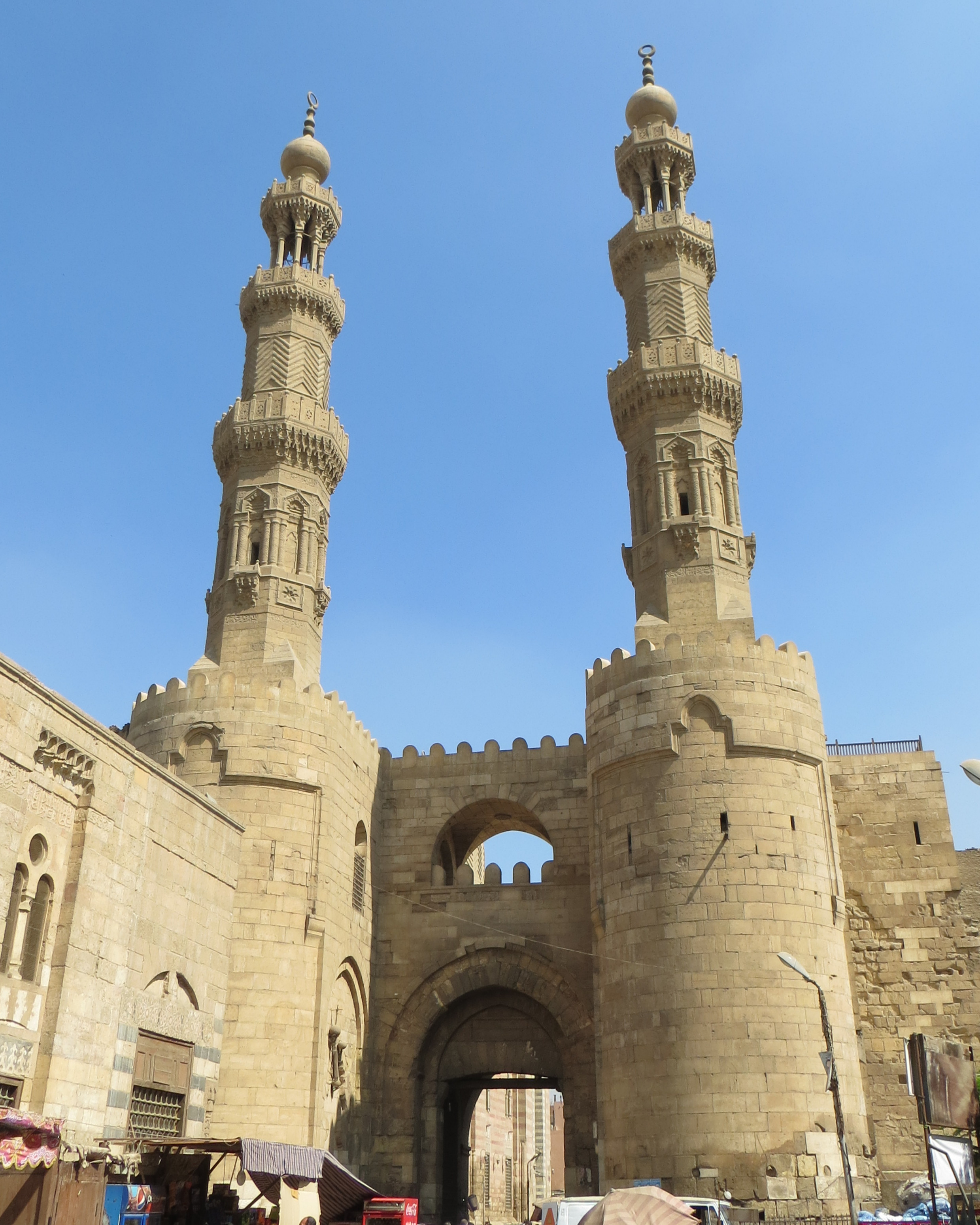
Puerta de Bab Zuwayla (1092), El Cairo

## Antecedentes

### Orígenes del califato

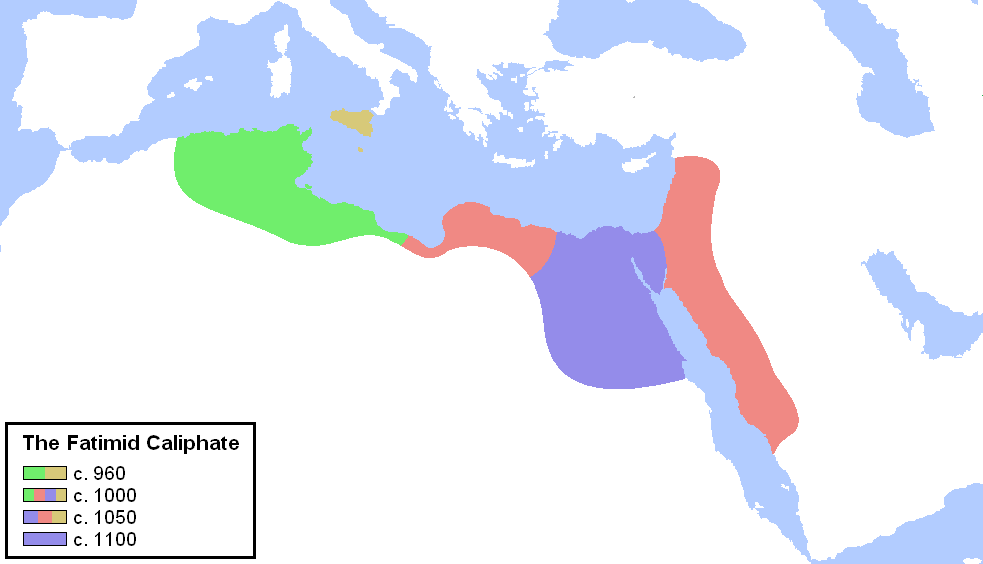
El califato fatimí después de la conquista de Egipto (ca. 969)

El califato fatimí tuvo su origen en un movimiento chiita ismailí comenzado en Siria por Abd Allah al-Akbar, que se presentaba como descendiente, a través de Ismaíl —el séptimo imán chiita—, de Fátima, la hija del profeta del islam Mahoma, de la cual los fatimíes tomaron el nombre. En 899, su nieto Abdullah al-Mahdi Billah tomó la dirección del movimiento y poco después huyó de sus enemigos y se refugió en la ciudad bereber de Siyilmasa, en el sur de Marruecos, donde predicó haciéndose pasar por mercader. Posteriormente, uno de sus seguidores, un noble y militar llamado Abu 'Abdullah al-Shi'i, organizó una revuelta bereber que eliminó a la dinastía aglabí tunecina e invitó a Al-Mahdi a asumir el cargo de imán y califa. Se fundó entonces la ciudad de Al-Mahdía en la costa del Mediterráneo para servir de capital del nuevo Estado. El califato fatimí creció hasta incluir Sicilia y extenderse por todo el norte de África, desde la costa atlántica hasta Libia.
Los califas fatimíes construyeron tres ciudades capitales, que ocuparon en el siguiente orden: Mahdía (921–948) y Al-Mansuriya (948–973) en Ifriqiya y El Cairo (973–1169), en Egipto.

### Ifriqiya
Mahdía fue una ciudad amurallada localizada en una península proyectada hacia el Mediterráneo en la costa de lo que hoy es Túnez, en ese entonces parte de la Ifriqiya.
El puerto cartaginés de Zella, en algún momento ocupó este sitio. Mahdía se fundó en el año 913 por Abdullah al-Mahdi Billah, el primer imam fatimí, y después fue el puerto desde donde se lanzó la invasión fatimí a Egipto. Abdullah al-Mahdi construyó la Gran Mezquita de Mahdiya, la mezquita fatimí más antigua, en la nueva ciudad.
Los otros edificios cercanos levantados en esos tiempos han desaparecido, sin embargo el portón y pórtico del acceso monumental al norte de la mezquita han sido conservados de la edificación original.
Al-Mansuriya, cerca de Kairuán, Túnez, fue la capital del califato fatimí durante el reinado de los imanes Al-Mansur Billah (r. 946–953) y Al-Mu'izz li-Din Allah (r. 953–975). Construida entre los años 946 y 972, era una ciudad amurallada circularmente que resguardaba palacios lujosos rodeados de jardines, cuerpos de agua artificiales y naturales.
El califa Al-Mu'izz se mudó a la nueva ciudad de Al-Qāhira (El Cairo) en 973, aunque Al-Mansuriya siguió siendo la capital de provincia. En 1057 fue abandonada y sufrió ataques de los árabes nómadas de la tribu Banu Hilal, lo que llevó a los ziríes a abandonarla y mudarse a Al-Mahdía. Al-Mansuriya quedó abandonada para siempre. Los habitantes de Kairuán fueron llevándose poco a poco los materiales con los que había sido construida. Apenas se conservan algunos fragmentos de estuco.

### Egipto

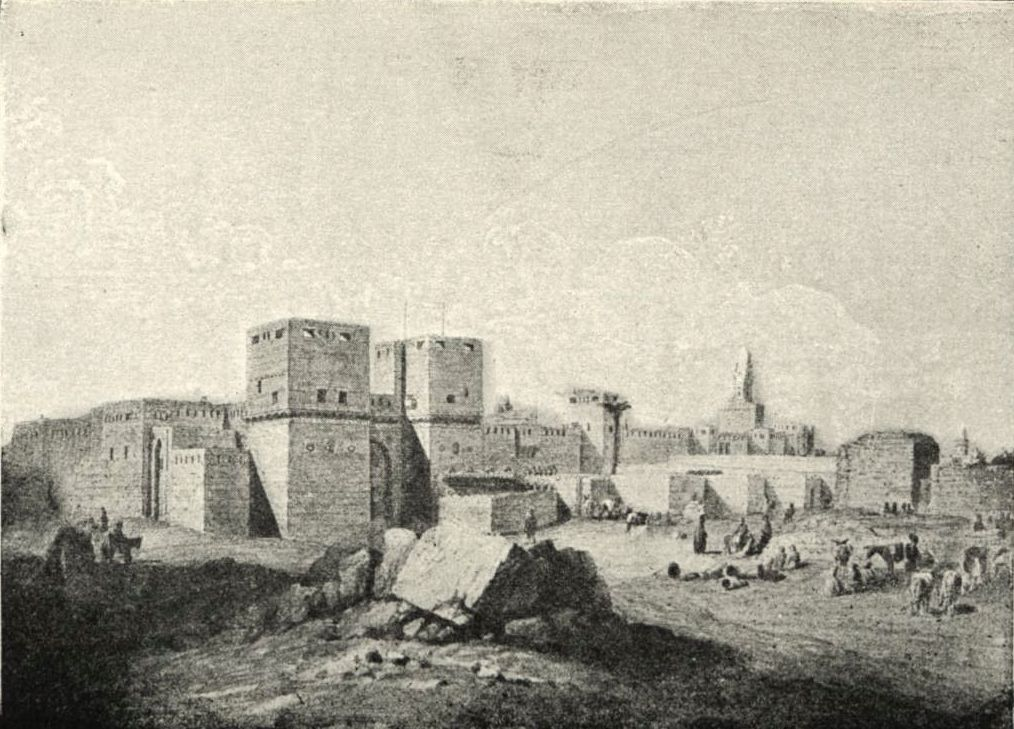
Vista de la puerta de Bab al-Nasr en 1830, construida por Badr al-Jamali en 1087.

El general fatimí, Jawhar Al-Saqli construyó una nueva ciudad palacio cerca de Fustat tras la conquista de Egipto en 969, que nombró inicialmente al-Manṣūriyya en honor a la capital de Túnez. Cuando Al-Mu'izz llegó en el año 973, el nombre fue cambiado a Al-Qāhira (El Cairo). La nueva ciudad incorporó elementos del diseño de Al-Mansuriya, aunque el plano arquitectónico era rectangular en vez de circular. Ambas ciudades tenían mezquitas llamadas Al-Azhar en honor a la hija del profeta, Fátima az-Zahra, y ambas tenían puertas monumentales llamadas Bab al-Futuh y Bab Zuwayla. Ambas ciudades tenían dos palacios, uno para el califa y otro para su heredero, uno frente al otro.
Al-Aziz Billah (955–996, r. 975-996) generalmente es considerado como el mayor constructor de los califas fatimíes. Apoyado en parte por los fondos generados por las reformas de impuestos de su padre Al-Mu'izz, a Al-Aziz se le reconocen por lo menos trece construcciones durante este reinado, desde 975 hasta su muerte, incluyendo el palacio Dorado, la mezquita de El Cairo, una fortaleza, un belvedere, un puente y unos baños públicos. Su madre, Durzan, viuda de Al-Mu'izz, fue también responsable de la construcción de algunas edificaciones, principalmente en el área de Qarafa, ordenando la construcción de la segunda mezquita en El Cairo, la mezquita Yami‘ al-Qarafa, en 975. Similar a la primera mezquita, la mezquita Al-Azhar, tenía catorce grandes puertas, pero fue destruida posteriormente en un incendio, del que tan solo quedó su "mihrab verde". A Durzan también se le reconoce la construcción del palacio Qarafa, de un baño público, una cisterna, una piscina, un jardín real y una bomba hidráulica para la fortaleza de Abu 'l-Ma'lum. También ordenó la construcción de un pozo en el patio de la mezquita de Ibn Tulun en el año 995, un pabellón con vistas al río Nilo llamado Manzil al-Izz y su propio mausoleo en Qarafa.
Badr al-Jamali también fue un líder notable, patrocinando varios proyectos arquitectónicos y trabajos de restauración durante su reinado (1074-1094), particularmente de minaretes en el norte de Egipto y de la construcción de mezquitas en el sur de Egipto. También construyó varios puertas y fortificaciones en El Cairo.

## Estilo arquitectónico

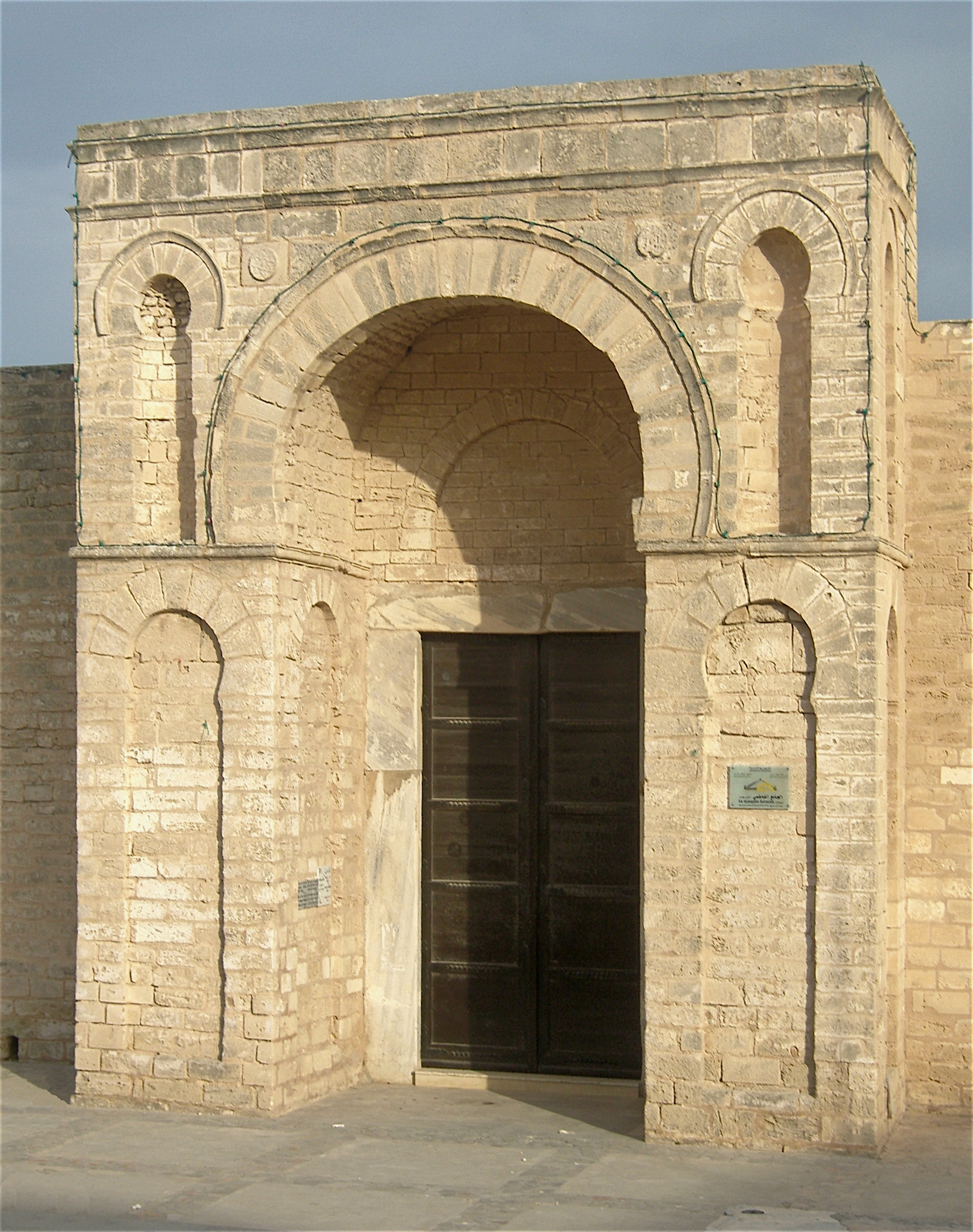
Entrada de la Gran mezquita de Mahdiya. En esta estructura temprana el arco es de medio punto, en vez de en quilla.

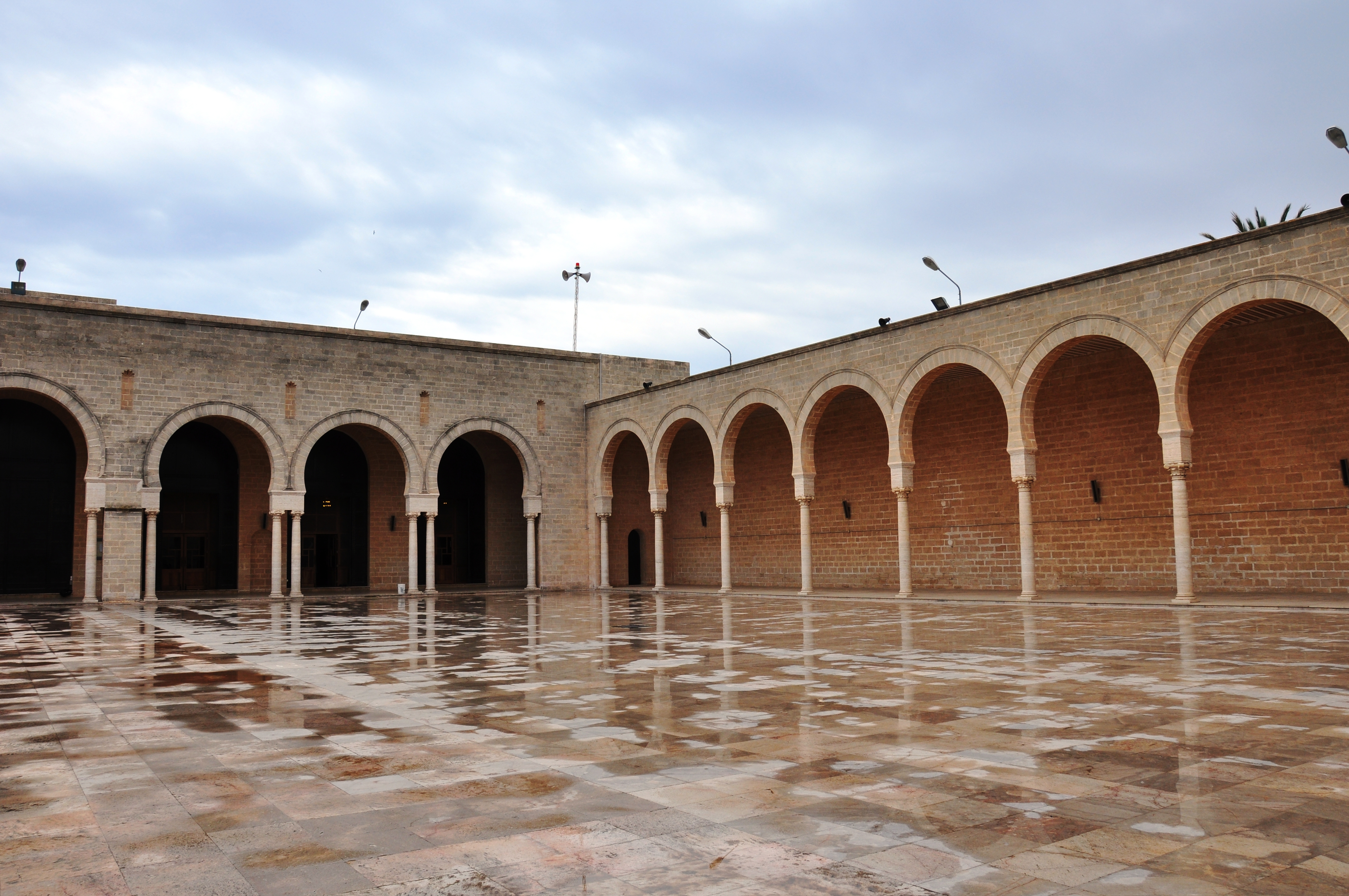
Patio de la Gran mezquita de Mahdiya (acabada en 916)

De acuerdo con Ira M. Lapidus, la arquitectura pública de los fatimíes era una «extensión de los aspectos ceremoniales de la corte real», y esta era muy intrincada. La arquitectura fatimí muestra juntos elementos decorativos y arquitectónicos del Este y del Oeste y abarcó desde el periodo islámico temprano hasta la Edad Media, siendo por ello difícil de categorizar.
La arquitectura que se desarrolló como propia bajo los fatimíes, incorporó elementos de Samarra, la sede de los abasíes, al igual que características coptas y bizantinas.
La mayoría de los primeros edificios del periodo fatimí fueron de ladrillo, aunque desde el siglo XII en adelante, el material más utilizado pasó a ser la piedra. Los fatimíes mezclaron elementos de arquitectura oriental y occidental, incorporando elementos de las tradiciones abasíes, de África del norte, griegas y coptas, uniendo los estilos tempranos del Islam y la arquitectura medieval del sultanato mameluco de Egipto. Los fatimíes fueron tolerantes con pueblos de diferentes orígenes étnicos y puntos de vista religiosos, y también eficientes al explotar sus habilidades. Así, muchos trabajos de la arquitectura fatimí reflejan detalles arquitectónicos del norte de Siria y Mesopotamia, probablemente debido a que a menudo contrataban arquitectos de esos lugares para sus edificios. La arquitectura fatimí en Egipto se basó en los estilos antiguos y técnicas tuluníes y usaban tipos de materiales similares. Aunque conscientemente seguían conceptos arquitectónicos abasíes, la arquitectura estaba más influenciada por las culturas mediterráneas que por las iraníes.
Aunque la arquitectura fatimí seguía los esquemas de planta y una estética tradicionales, difería en ciertos detalles arquitectónicos como los grandes portales de algunas mezquitas y en sus fachadas elaboradas. Académicos como Doğan Kuban describen la arquitectura fatimí como «más original en la decoración que en un concepto arquitectónico general», aunque reconoce que los fatimíes contribuyeron con un estilo distinto de mezquita. Los fatimíes introdujeron y desarrollaron el uso del arco en quilla de cuatro centros y de las pechinas con muqarnas, un elemento que hace de transición entre los soportes y la cúpula. Las muqarnas fueron una innovación compleja. En ellas se disponía un nicho entre dos segmentos de nicho, sobre los que había otro nicho. Es posible que este diseño fuera de inspiración iraní. Un sistema similar se aplicó en la construcción de ventanas. Según De Lacy O'Leary, el arco de herradura se habría desarrollado en Egipto bajo el reinado fatimí y no sería de origen persa como se piensa.

## Palacios

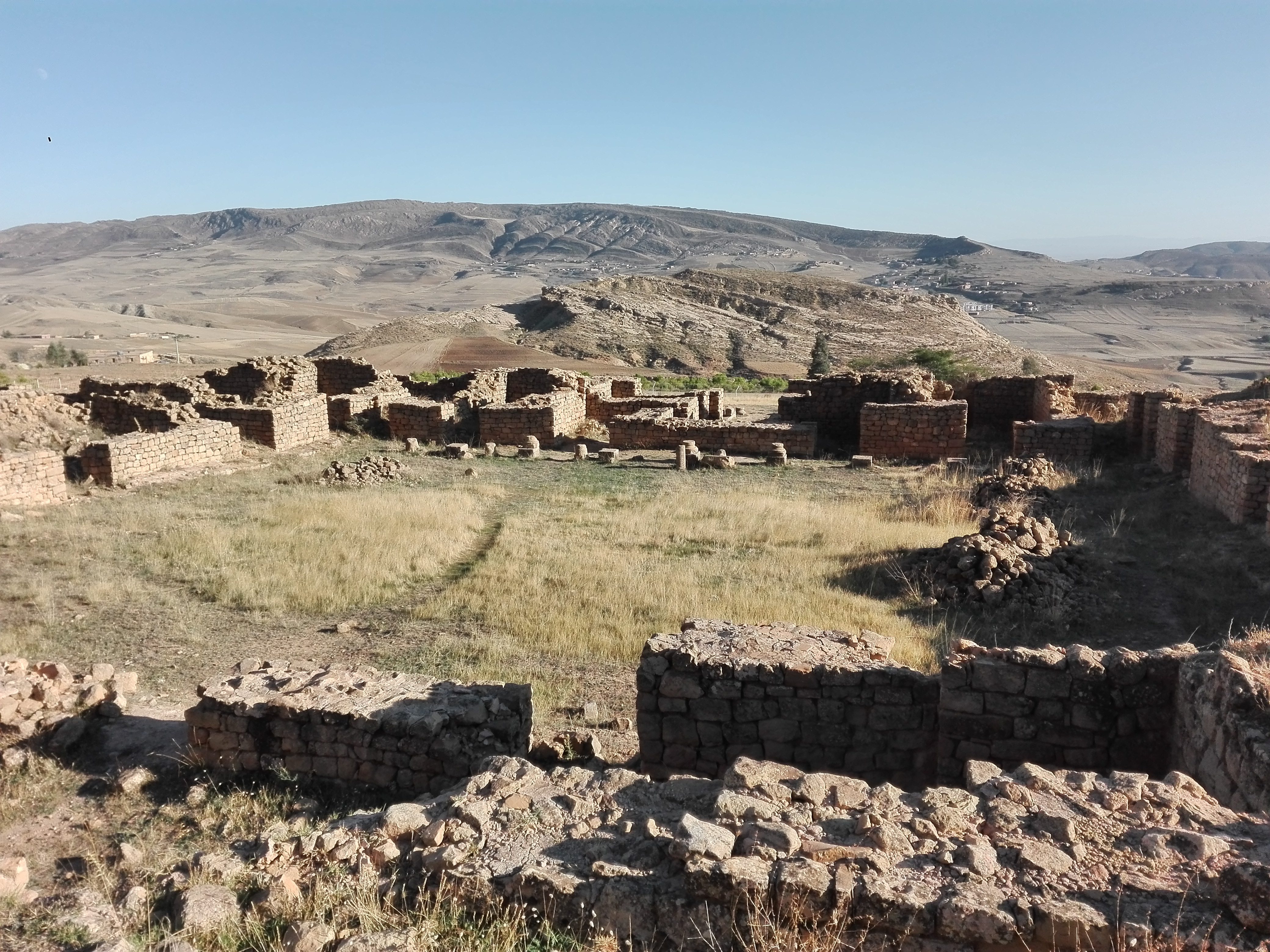
Ruinas ziridas

Los palacios de los califas, sus mayores logros arquitectónicos, fueron destruidos y solo se conocen por sus descripciones escritas. El centro de la actividad y expresión arquitectónica durante el reinado fatimí fue Al-Qahira, en la ribera oriental del río Nilo a las afueras de El Cairo, donde construyeron muchos palacios, mezquitas y otros edificios. Los califas compitieron con sus rivales de los imperios abasí y bizantino y se sabe que se complacían en amueblar sus palacios con un «esplendor extraordinario». Los palacios tenían vigas recubiertas de oro que soportaban los techos y los califas querían un trono de oro revestido con cortinas, similares a los que usaban los gobernantes abasíes y bizantinos. Los muebles y las cerámicas eran adornados elegantemente con motivos de pájaros y de animales que se decía traían buena suerte; también se utilizaban representaciones de cazadores, de músicos y de danzantes de la corte que reflejaban la exuberancia de la vida fatimí en los palacios. Los palacios tenían fuentes que refrescaban el ambiente.

## Mausoleos

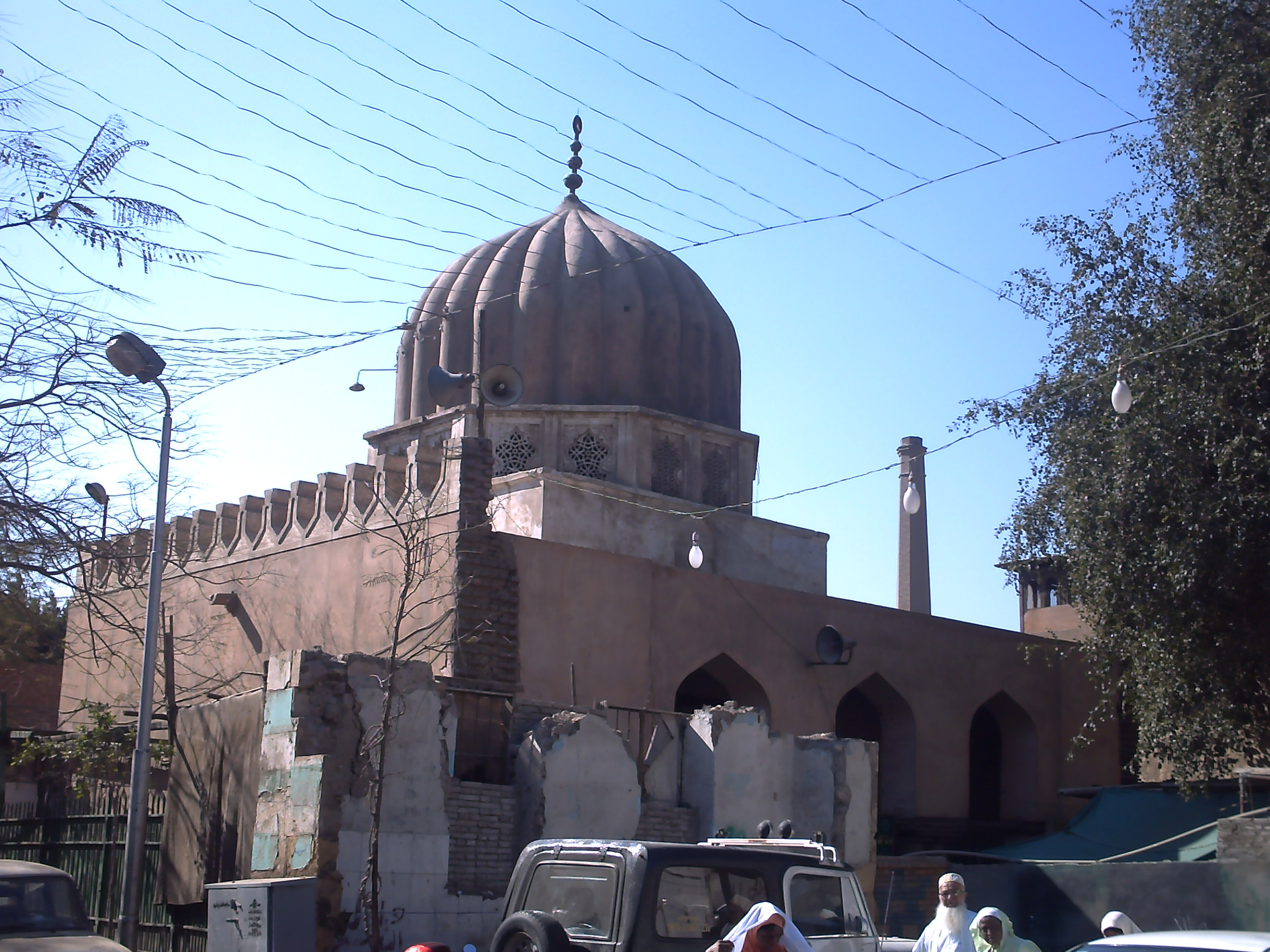
Mashhad de Sayyeda Ruqayya en El Cairo

El mashad es un tipo característico de la construcción fatimí, un santuario que conmemora a un descendiente del profeta Mahoma. Las tumbas de los califas fatimíes también eran tratadas como santuarios.
La mayoría de los mashads eran edificaciones cuadradas con un domo, pero algunos mausoleos en Asuán fueron más complejos e incluían dependencias laterales.
Durante el reinado de Al-Hafiz (r. 1130–1149) bastantes mausoleos y mezquitas fueron reconstruidas para honrar notables figuras femeninas en la historia chií.
Los califas también construyeron tumbas para sus esposas e hijas.
La mayor parte de los mausoleos fatimíes han sido destruidos o han sido totalmente alterados por renovaciones.
El mashad al-Juyushi, también llamado mashad Badr al-Jamali, es una excepción. Este edificio tiene una sala de oración con bóvedas de arista, con una cúpula que descansa sobre pechinas sobre el área en frente del mihrab. Tiene un patio con un alto minarete cuadrado. No está claro a quién conmemora este mashad.
Otros dos mashads importantes de la era fatimí en El Cairo son los de Sayyida Ruqayya y de Yayha al-Shabib, en el cementerio Fustat. Sayyida Ruqayya, una descendiente de Alí, nunca visitó Egipto, pero ese mashad fue construido para conmemorarla. Es similar al de Al-Juyushi, pero con un mihrab alargado, más alto, y decorado elegantemente.

## Mezquitas
Las plantas y la decoración de las mezquitas fatimíes reflejan la doctrina chiita y que las mezquitas eran usadas a menudo en las ceremonias reales. Las características arquitectónicas más destacadas de las mezquitas fatimíes son los portales que sobresalen de los muros, las cúpulas sobre los mihrabs y las qiblas, los pórticos y los arcos en quilla soportados por una serie de columnas, la ornamentación de las fachadas con iconografías y decoraciones de estuco. Las mezquitas seguían un esquema de planta hipóstila, con un patio central rodeado por arcadas con sus cubiertas soportadas por arcos en quilla, apoyados en columnas con capiteles corintios. Los arcos tenían franjas de inscripciones, un estilo que es único en la arquitectura fatimí. Las columnas posteriores a menudo tenían un capitel campaniforme con la misma forma espejeada en la base. El nicho de oración estaba más elaborado arquitectónicamente, con elementos como una cúpula o un transepto. Los arquitectos fatimíes construyeron versiones modificadas de los nichos cópticos arqueados en quilla, con cubiertas radiales estriadas, que más adelante se extendieron al concepto de cúpulas estriadas. El trabajo en madera de las puertas y los interiores de los edificios eran detalladamente tallados.
Las primeras mezquitas fatimíes, como la mezquita de Qarafa, no tenían minaretes. Las posteriores, construidas en Egipto y en Ifriqiya, ya incorporaron minaretes de ladrillo, que probablemente fueran parte de los diseños originales. Estos derivarían de las formas tempranas de los minaretes de los abasíes.
Los minaretes evolucionaron luego a la forma característica de mabkhara (quemador de incienso), donde un cuerpo bajo rectangular  soportaba una sección octogonal que era coronada por un yelmo acanalado.
Casi todos los minaretes fatimíes de El Cairo fueron destruidos en el terremoto de 1303.
Algunas mezquitas "flotantes" estaban localizadas sobre almacenes. 
Por primera vez, la fachada de la mezquita estaba alineada con la calle y tenía una elaborada decoración. Las decoraciones eran en madera, estucos y piedra, incluyendo mármol, con patrones geométricos y florales y arabescos de orígenes samarríes y bizantinos. Las decoraciones eran más complejas que las formas islámicas más tempranas y eran adaptadas cuidadosamente a las limitaciones edificatorias. La imponente arquitectura y decoración de los edificios fatimíes, como la mezquita Al-Hakim, proporcionaron el fondo que soportaba el rol dual del califa fatimí como líder político y religioso.

### Gran Mezquita de Mahdía

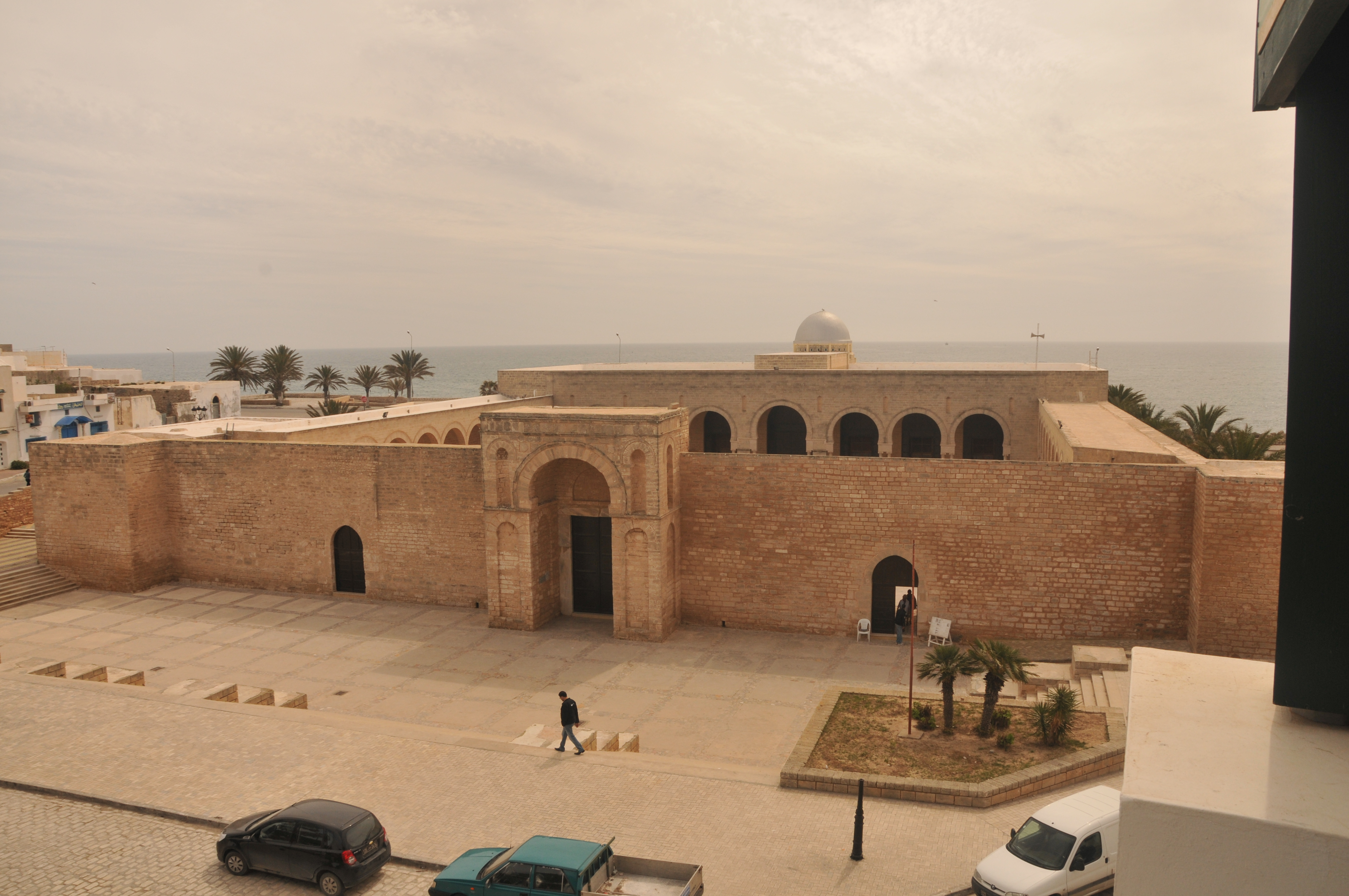
Entrada de la mezquita de Mahdiya

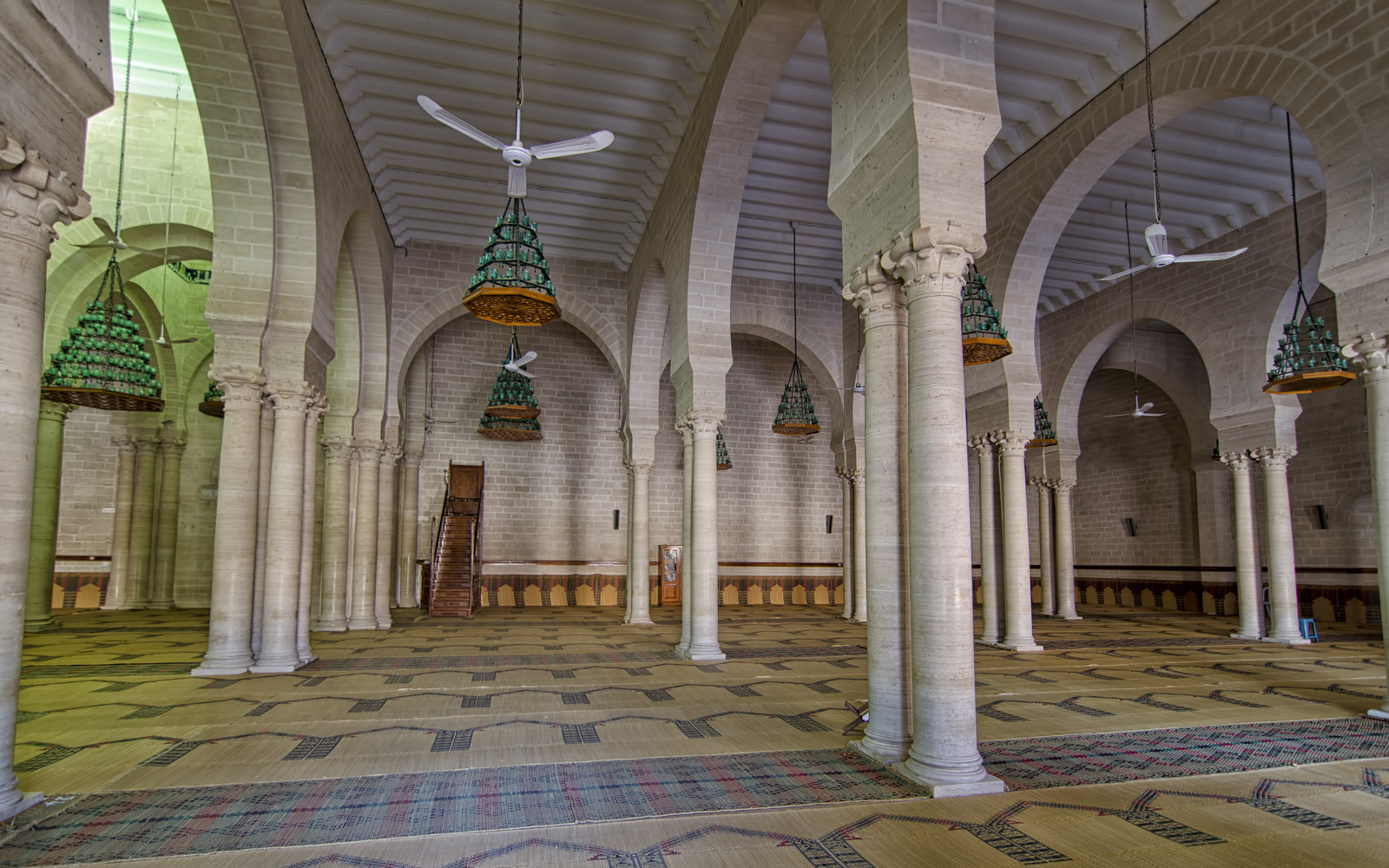
Sala de oración de la mezquita de Mahdía, mostrando columnas hermanadas.

La Gran Mezquita de Mahdía fue construida en Mahdía, Túnez, en el año 916 (303-304 en el calendario islámico) en una plataforma artificial «ganada al mar» como menciona el geógrafo andalusí Al-Bakri, después de la fundación de la ciudad en 909 por el primer imam fatimí Abdullah al-Mahdi Billah.
Internamente, la Gran Mezquita tenía una distribución similar a la de las mezquitas de la región. Una nave transversal paralela al muro de la qibla, con nueve pasillos en ángulo recto respecto al pasillo transversal. La qibla original fue destruida por la erosión del mar y se tuvo que reconstruir, reduciendo el tamaño de la sala de oración.
Como otras mezquitas en la región, la orientación de la qibla difiere significativamente del círculo verdadero de la ruta a La Meca.
A diferencia de otras mezquitas norteafricanas, la Gran Mezquita no tenía minaretes, y tenía una imponente y única entrada. Este es el primer ejemplo conocido de un porche monumental en una mezquita que probablemente derivó de edificios seculares.
La mezquita de Ajdabiya, en Libia, tenía una planta similar, aunque no tenía la misma entrada monumental. Como la mezquita de Mahdiya, y por las mismas razones ideológicas, tampoco tenía minarete.

### Mezquita de Al-Azhar

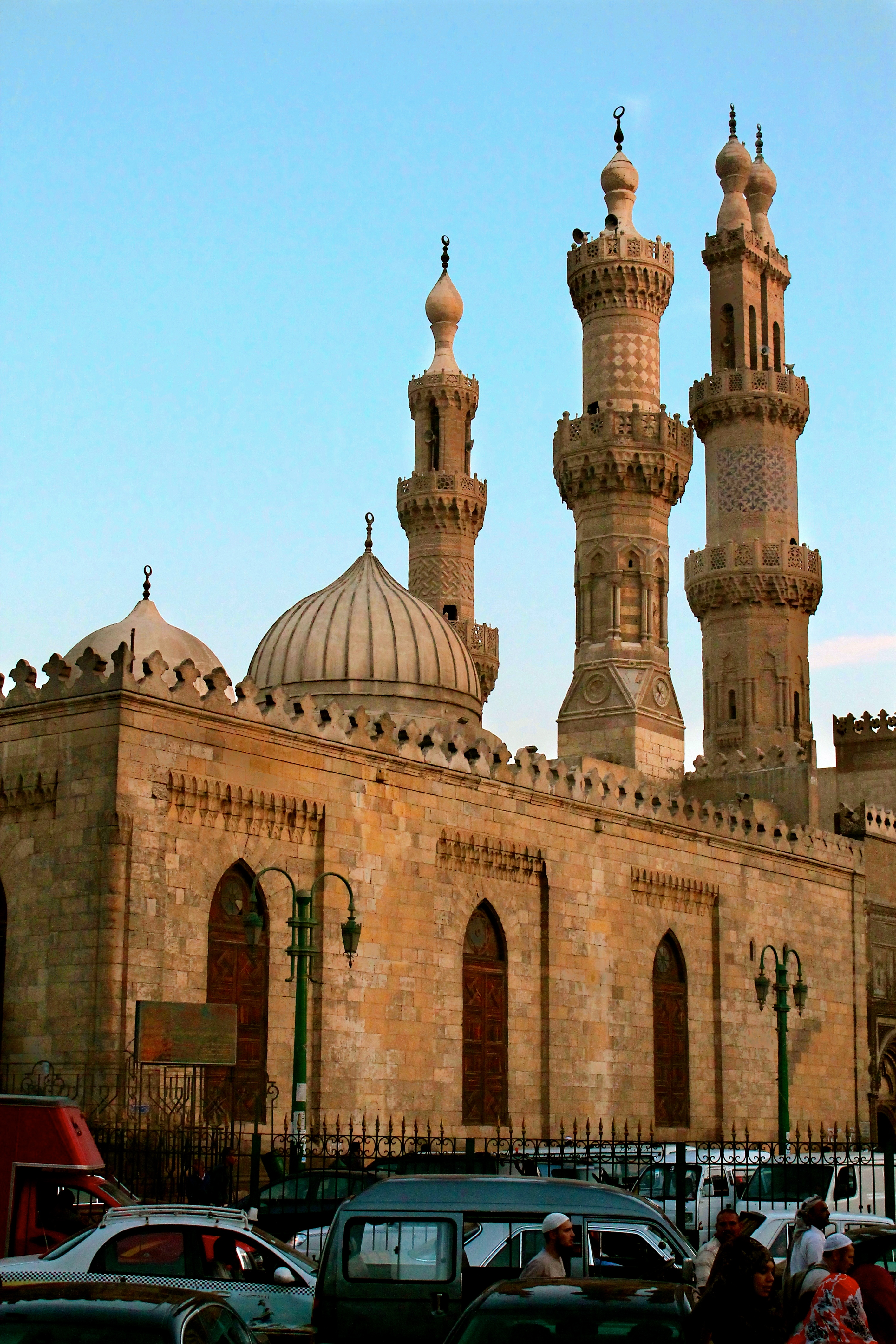
Mezquita y universidad de Al-Azhar

La mezquita de al-Azhar fue encargada por el califa Al-Mu'izz li-Din Allah para la nueva capital establecida en El Cairo. Su nombre es un tributo al nombre de Fátima al-Azhar, la hija del profeta Mahoma. Jawhar al-Siqilli, comandante del ejército fatimí empezó la construcción de la mezquita en el año 970, siendo la primera mezquita establecida en la ciudad. Las primeras oraciones se hicieron en el año 972 y en 989 las autoridades de la mezquita contrataron a 35 académicos, convirtiéndola en un centro de enseñanza de teología chií. El califa Al-Hakim estableció en 1009 un waqf —una donación en usufructo a perpetuidad— para la mezquita.
La mezquita de Al-Azhar parece tener una entrada similar a la de la Gran Mezquita de Mahdiya. El edificio original tenía un patio central abierto con tres arcadas. La distribución era similar a la de las mezquitas de Kairuán y Samarra. Estas tenían arcos de medio punto sobre columnas preislámicas con capiteles corintios. Había tres cúpulas (indicador de la sala de oración), dos en las esquinas del muro de la qibla y una sobre el nicho de oración, y también un pequeño minarete de ladrillo sobre la entrada principal. La galería alrededor del patio tenía series de columnas y la sala de oración, que tenía cúpulas sobre ella, tenía cinco filas más de cinco pilares.
Los califas Al-Hakim bi-Amr Allah, en 1009, y Al-Amir bi-Ahkami l-Lah, en 1125, hicieron pequeñas modificaciones. El califa Al-Hafiz (1129–1149) hizo sin embargo cambios significativos, añadiendo una cuarta arcada de arcos en quilla y una cúpula con decoraciones elaboradas de estuco tallado en frente del transepto. Desde entonces, la mezquita ha sido muy modificada y ampliada, quedando muy poco del edificio original, tan solo unas arcadas y algo de la decoración en estuco.

### Mezquita de Al-Hakim

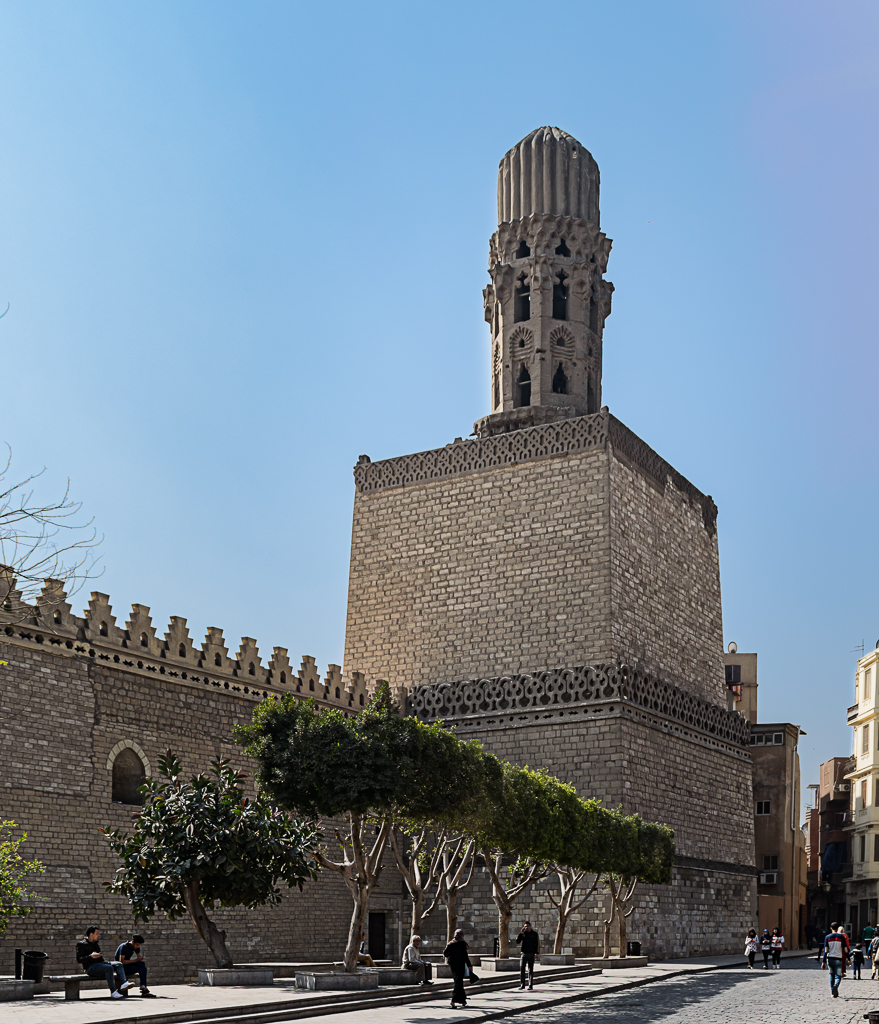
La mezquita de Al-Hakim tiene dos minaretes independiente de las paredes de ladrillo en las esquinas. Estos son los minaretes más antiguos que se conservan en la ciudad y han sido restaurados en varias ocasiones.

La mezquita de Al-Hakim fue nombrada así en honor del imán Al-Hakim bi Amr Allah (985-1021), el tercer califa fatimí que reinó en Egipto. La construcción de la mezquita empezó en el año 990.
En 1002 el califa Al-Hakim ordenó completar el edificio. El minarete meridional tiene una inscripción con su nombre y la fecha de 393 (1003). Se hicieron cambios significativos en los minaretes en el año 1010. Al principio la mezquita estaba fuera de la muralla de la ciudad, pero Badr al-Jamali la reconstruyó después para disponer de mayor superficie, pasando a ser el muro norte de la mezquita parte de la nueva muralla. La mezquita se dañó en el terremoto de 1303 y sufrió más daños en los siguientes años. En el siglo XIX estaba en ruinas, pero fue reconstruida desde entonces.
La mezquita tiene una planta rectangular irregular, con cuatro arcadas que rodean el patio. Como la mezquita de Ibn Tulun, los arcos son apuntados y descansan sobre pilares de ladrillo. Recuerda a la mezquita de Al-Azhar por las tres cúpulas del muro de la qibla, una en cada esquina y otra sobre el mihrab. También como en la mezquita de Al-Azhar, la sala de oración está atravesada por un transepto en ángulo recto con la qibla. Este pasillo central ancho y alto que lleva al nicho de oración es similar en diseño al de la mezquita de Mahdiya. La mezquita de Al-Hakim difiere de las de Al-Azhar e Ibn Tulun al tener dos minaretes de piedra en las esquinas de la fachada de piedra, que tiene una entrada monumental como la de la mezquita de Mahdiya.

### Otras mezquitas en El Cairo

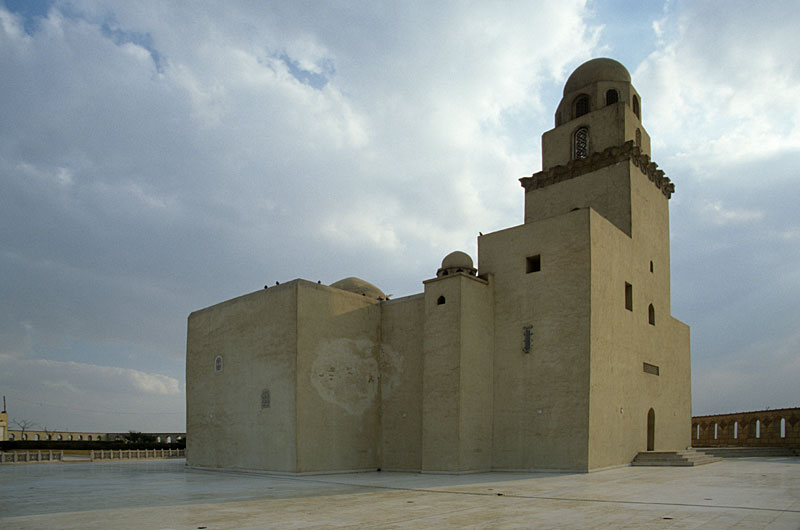
Mezquita Juyushi en el lado oeste de la colina Moqattam, El Cairo

La mezquita de Lulua, localizada al sur del cementerio Moqattam, fue construida en 1015-1016 durante el mandato del tercer califa al-Hakim. La mezquita se construyó sobre un promontorio de piedra caliza y consistía originalmente en una edificación de tipo torre de tres pisos, de planta rectangular. Mostraba los aspectos típicos del estilo arquitectónico fatimí, con portales con ligeras protrusiones, mihrabs y muros de qibla, varias cúpulas y pórticos columnados con arcos triples o arcos en quilla. La mezquita colapsó parcialmente en 1919, siendo reformada en 1998 por los Bohras Da'udíes.
La mezquita Juyushi fue construida por Badr al-Jamali, el "Amir al Juyush" ('comandante de las fuerzas') de los fatimíes. La mezquita se completó en 1085 gracias al mecenazgo del califa e imán de ese entonces, Ma'ad al-Mustansir Billah. Fue construida en un extremo de las colinas de Mokattam, lo que aseguraba una vista desde la ciudad de El Cairo.
La mezquita de Aqmar fue construida bajo la orden del visir al-Ma'mun al-Bata'ihi durante el califato del imán Al-Amir bi-Ahkami l-Lah.
La mezquita está localizada en el norte de la calle Muizz. Es conocida por su fachada, que está cuidadosamente decorada con inscripciones y tallas geométricas. Es la primera mezquita de El Cairo que tuvo ese tipo de decoración así como la primera en tener una fachada que seguía el trazado urbano de la calle, construida en ángulo hacia la orientación dictada por la dirección de la qibla.

Mezquita de Al-Aqmar (El Cairo)
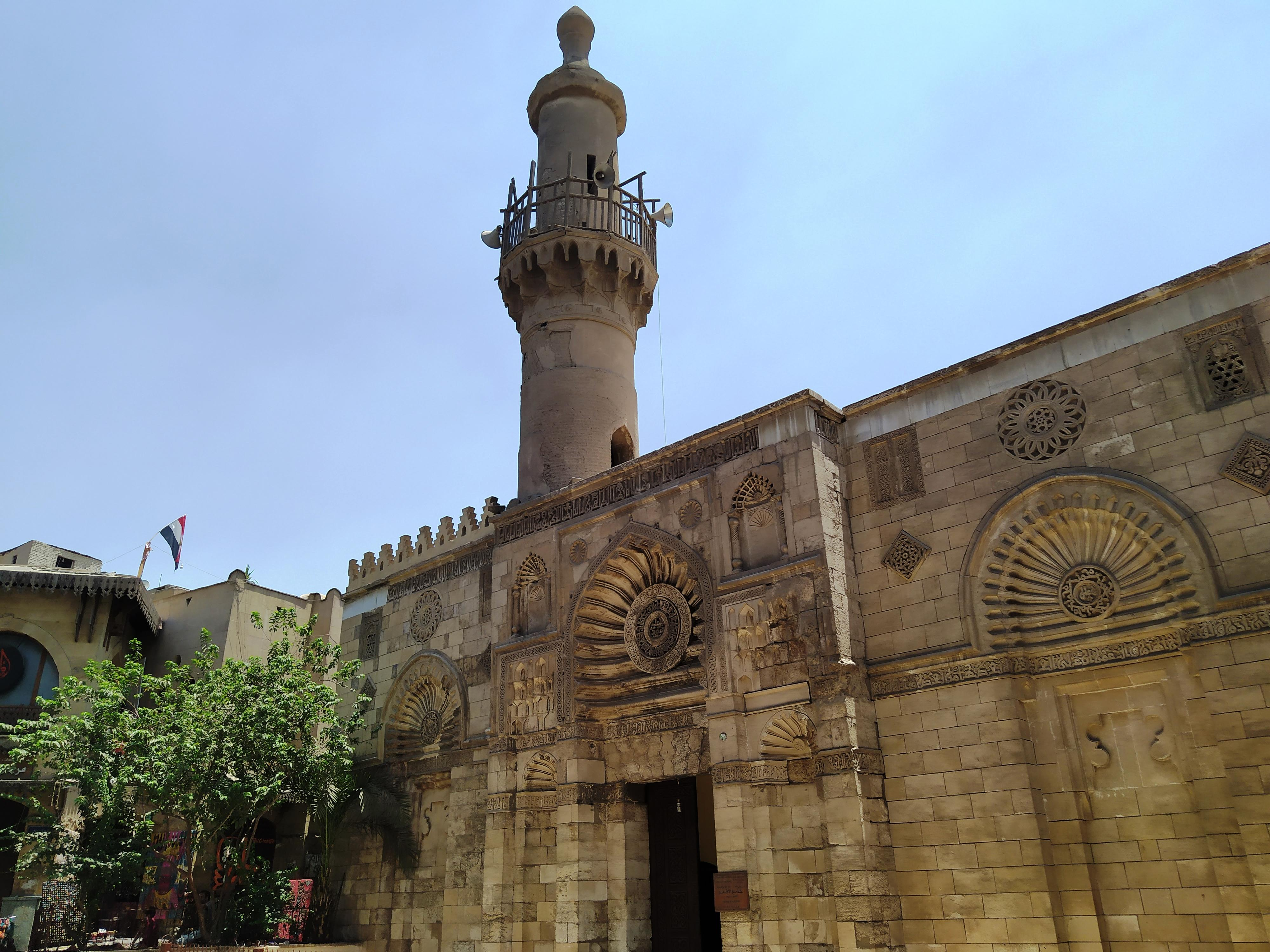
Entrada y minarete
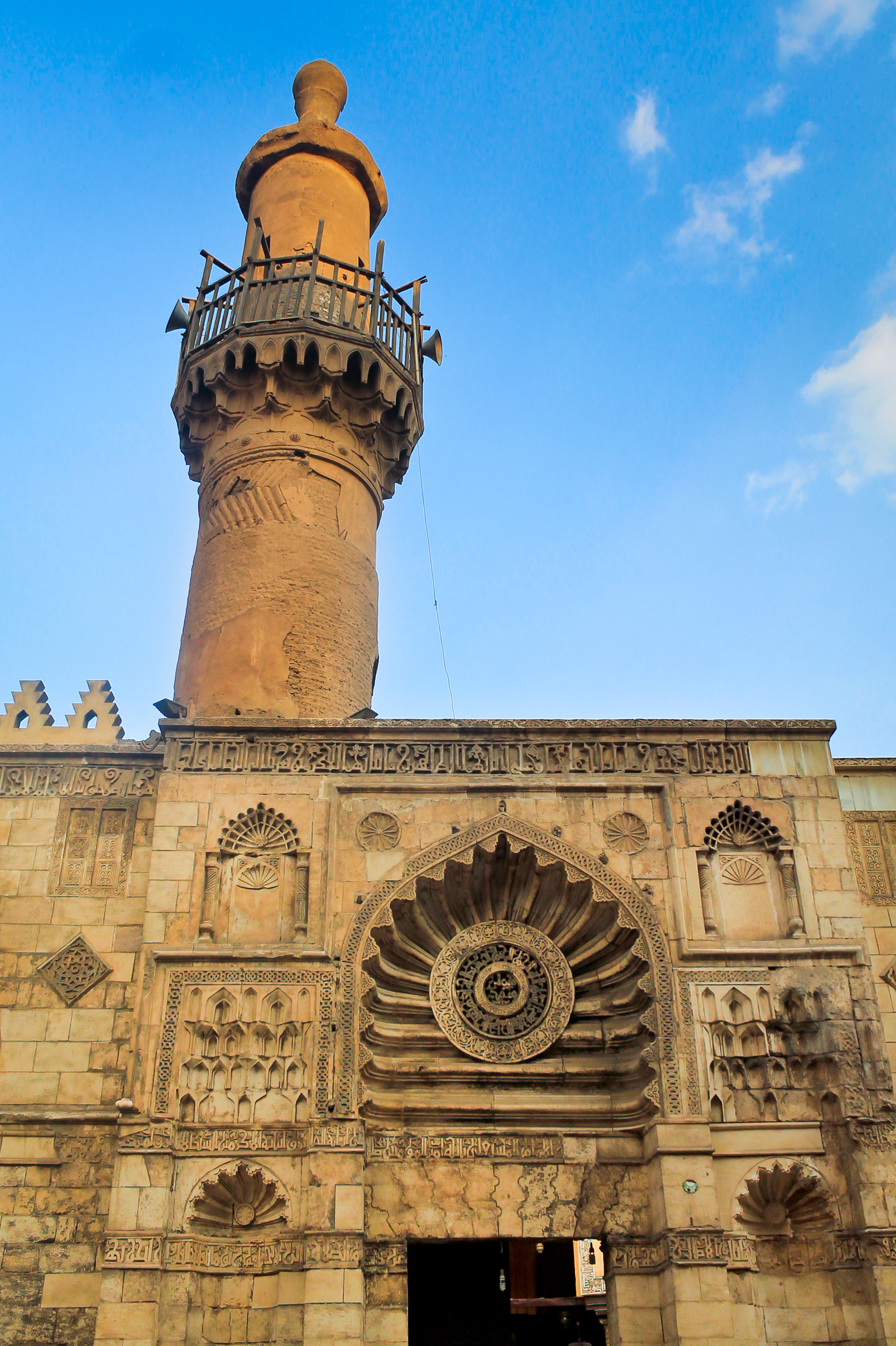
Exterior de la mezquita de Aqmar
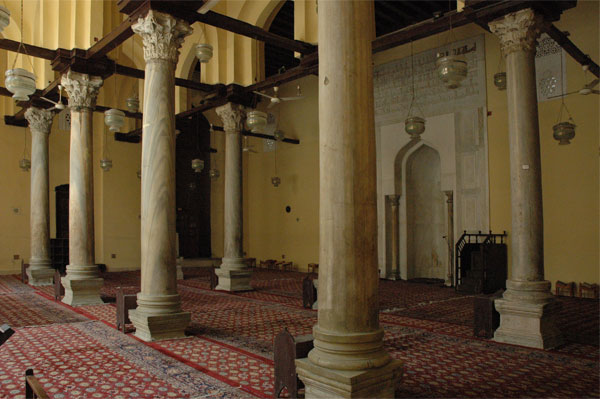
Interior
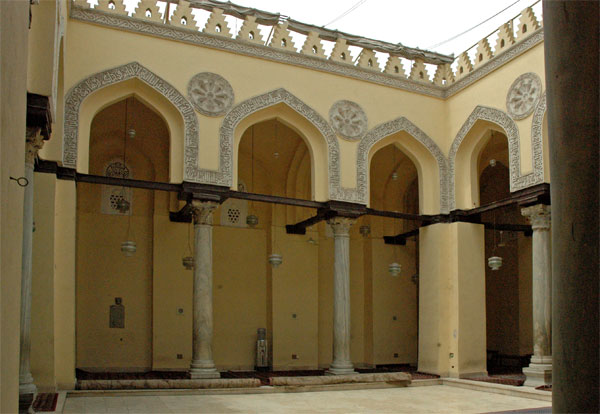
Los caracteristicos "arcos en quilla"

## Fortificaciones en El Cairo

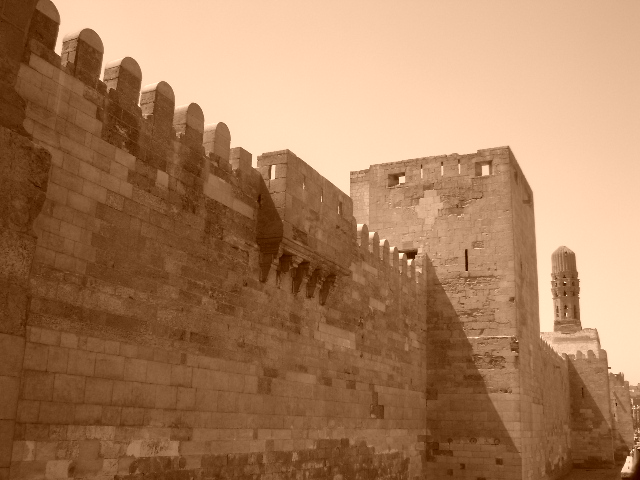
Murallas de El Cairo entre las puertas de Bab al-Nasr y Bab al-Futuh. Estas puertas fueron reconstruidas por Badr al-Jamali usando piedra en 1087.

Una nueva ciudad se construyó alrededor de El Cairo bajo las órdenes del visir Badr al-Jamali (r. 1074–1094).
El Cairo se había expandido más allá de los muros originales de la ciudad y se enfrentaba a amenazas del Este, principalmente del turco Atsiz ibn Uvaq, comandante del ejército de Seljuk. De hecho, las fortificaciones nunca estuvieron a prueba. Tres de los portones en los muros nuevos han sobrevivido: Bab al-Nasr (1087), Bab al-Futuh (1087) y Bab Zuwayla (1092).
Bab al-Futuh y Bab Zuwayla se construyeron en los extremos norte y sur de la calle de Muizz, el eje central de El Cairo fatimí.
Se dice que Al-Jamali, originario de Armenia, empleó armenios del norte de Mesopotamia, así como sirios para trabajar en sus trabajos extensivos.
Se dice que cada portón fue construido por un arquitecto diferente.
Los portones tienen características arquitectónicas bizantinas, con un rastro de tradición islámica.
De acuerdo con Maqrīzī, los portones fueron construidos por tres monjes cristianos de Edessa, que venían de Saljūqs.
No hay estructuras similares a los portones que hayan sobrevivido en Edessa o en Armenia; sin embargo, evidencia estética indica que los orígenes bizantinos del diseño son completamente plausibles.
Al-Jamali prefería la piedra como el modo de construcción para sus trabajos, e introdujo así un nuevo estilo arquitectónico para la ciudad de El Cairo.
Los tres portones tienen torres masivas conectadas por muros pantalla por arriba de los pasadizos. Introdujeron características arquitectónicas nuevas para Egipto, incluidas las pechinas que soportan las cúpulas sobre los pasadizos de los portones de Bab al-Futuh y Bab Zuweila, e intersectando las bóvedas de cañón.
El uso de arcos semicirculares y horizontales y la falta de arcos ojivales, representaba un punto de partida de la arquitectura fatimí usual, probablemente tomado de ejemplos sirios, los cuales nunca eran ampliamente utilizados durante el periodo fatimí. El uso de la piedra también refleja los gustos sirios.
Los pasadizos a través de cada portón son de 20 metros de largo y tienen techos abovedados con aberturas de matacanes escondidos en los techos. La parte inferior de cada torre es de piedra sólida, mientras que el tercio superior de la torre tiene un cuarto abovedado con aspilleras.
Una característica inusual del muro cerca de Bab al-Nasr es una letrina que parece un balcón.
El muro entre Bab al-Nasr y Bab al-Futuh contiene una inscripción de textos coránicos con caracteres de caligrafía cúfica.

### Bab al-Futuh

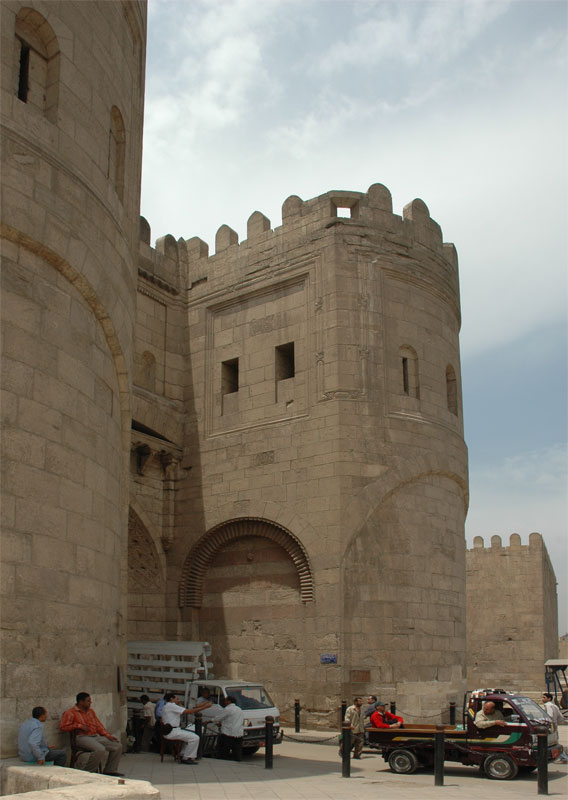
Bab al-Futuh, El Cairo, 2008

Bab al-Futuh ('puerta de la Conquista') es una gran puerta en la muralla norte de la ciudad, construida en 1087 en el extremo norte de la calle de Muizz. La puerta tiene torres redondeadas, con ambas fachadas se incorporan al diseño de dos franjas talladas con curvas entre ellas. No se conoce el uso de este estilo decorativo en trabajos anteriores, sin embargo se volvió común en el periodo del sultanato mameluco de Egipto. Hay ménsulas talladas por encima del arco de entrada, dos de ellas con la cabeza de un borrego salvaje, lo que parece ser un elemento sobreviviente del simbolismo preislámico.
Sin embargo, arabescos fatimíes decoran las ménsulas.

### Bab al-Nasr
Bab al-Nasr ('puerta de la Victoria') es otra gran puerta fortificada que se construyó en 1087, con torres rectangulares de piedra. El vestíbulo de la entrada cuenta con una bóveda de crucería y hay dos cúpulas superficiales sobre los niveles superiores de las torres. Los muros están decorados con escudos y espadas, posiblemente de diseño bizantino.
Muchas inscripciones francesas en Bab al-Nasr reflejan el uso de la fortaleza por los soldados de Napoleón, incluyendo "Tour Courbin" y "Tour Julien".

### Bab Zuwayla
Bab Zuwayla (o Bab Zuweila) es otra gran puerta construida en 1092, la única puerta que queda en la parte de la muralla fatimí de El Cairo. La puerta es comúnmente conocida como Bawabet El Metwalli. Su nombre proviene de bab, que significa 'puerta' y zuwayla, el nombre de la tribu del norte de África. Las torres son semicirculares y sus flancos interiores tienen arcos lobulados como decoración, un motivo norteafricano introducido en Egipto por los fatimíes. El vestíbulo del lado derecho tiene un hueco con una media cúpula con elegantes arcos tallados en cada esquina. Los portones eran masivos, de unas cuatro toneladas. Hoy en día, la puerta tienen dos minaretes, abiertos al público, desde donde puede verse toda el área. Se le añadieron algunos elementos durante el siglo XV.

## Restauraciones y mezquitas modernas
Los edificios fatimíes han sufrido muchas reparaciones, reconstrucciones y reestructuraciones en diferentes estilos desde el período temprano del sultanato mameluco de Egipto hasta el día de hoy.
La mezquita de Fakahani ejemplifica el proceso. Fue construida en el periodo fatimí, ya sea como una mezquita suspendida (con tiendas debajo) o con un basamento alto. Después del terremoto de 1302 fue reconstruida. En 1440 se construyó un estanque para las abluciones y en el periodo temprano otomano se construyó un minarete. El emir Ahmad Katkhuda Mustahfazan al-Kharbutli emprendió una gran reestructuración en 1735, siendo casi todo el edificio original renovado, excepto dos de las puertas. Estas puertas talladas detalladamente se registraron como monumentos históricos en 1908 por el comité de conservación, y el edificio en sí se registró en 1937.
El Bohra Da'udí, un grupo de alrededor de un millón de chiitas ismaelitas —que remontan su fe a conversos de la fe hinduista del califato fatimí de Al-Mustánsir Billah (1029–1094)—, se ha involucrado en la restauración de mezquitas en El Cairo desde los años 1970. Aparte del respeto a sus orígenes, el propósito de la campaña de restaurar las mezquitas fatimíes en El Cairo es impulsar el siyaret, un peregrinaje que tendría como objetivo incrementar la cohesión de la comunidad bohra internacional. Esta actividad ha atraído críticas negativas en Europa y América que piensan que las mezquitas se deben conservar en su estado natural.
En noviembre de 1979 la primera hoja informativa de la «Society for the Preservation of the Architectural Resources of Egypt» [Sociedad de la Preservación de Recursos Arquitectónicos de Egipto] tenía un informe de la renovación bohra de la mezquita de al-Hakim, diciendo «a pesar de que la manera en que se financia el proyecto es intrigante, las arcadas de hormigón solo pueden ser deploradas». Sin embargo, cuando la mezquita se volvió a abrir un año después, la gaceta egipcia comentó la transformación del edificio, logrado sin ayuda pública.
Las restauraciones han cambiado significativamente los edificios de su estado previo. Se usó de manera extensiva el mármol de Helwan en  paramentos tanto interiores como exteriores, y también se han cubierto de oro inscripciones en el interior. Los motivos y diseños han sido copiados de una mezquita a otra. La bahía de la qibla de la mezquita de al-Hakim, que se ha dañado irreparablemente, ha sido reemplazada por una versión en mármol y dorado del mihrab de la mezquita de al-Azhar. La mezquita de Lu'lu'a, anteriormente una ruina, ha sido reconstruida como un edificio de tres pisos parecida a Bab al-Nasr, con elementos decorativos de al-Aqmar y al-Hakim. Las tumbas en mezquitas y mausoleos están encerradas por rejillas plateadas y doradas. Los arcos, particularmente los que están en grupos de tres, son considerados "fatimíes" a pesar de su forma.
El resultado es lo que se podría determinar como «arquitectura neofatimí», ahora seguida en las nuevas mezquitas bohra alrededor del mundo. Aga Sir Sultan Muhammad Shah, el líder de la secta ismaelita, fue enterrado en 1957 en un mausoleo construido en este estilo arquitectónico neofatimí. En algunos casos este estilo incorpora elementos que claramente son de otro periodo. Todos excepto un minarete fatimí fueron destruidos en un terremoto en 1303 y posteriormente reconstruido por los mamelucos, aunque réplicas de estos minaretes se utilizaron en mezquitas neofatimíes.

## Galería de imágenes

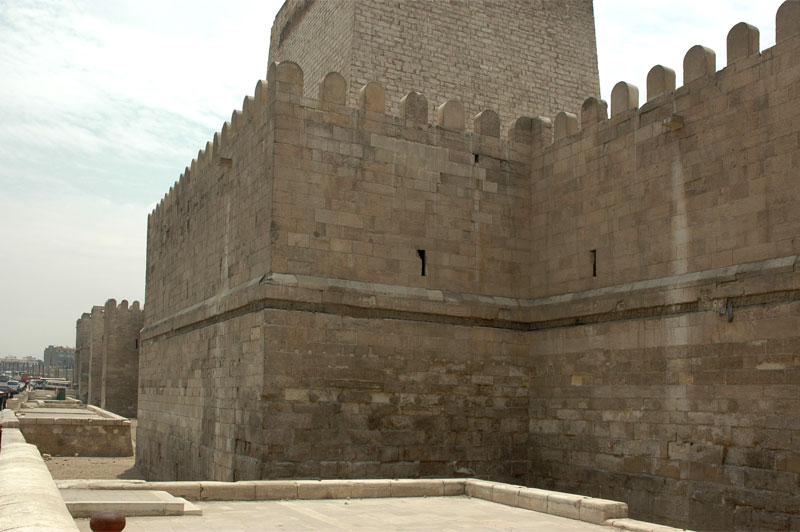
Murallas en El Cairo
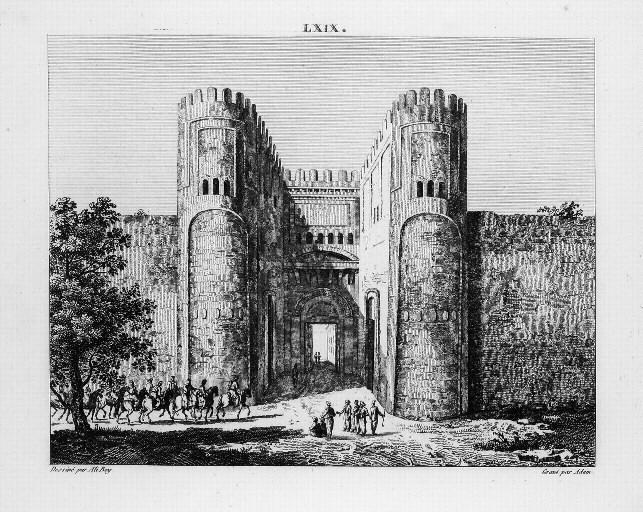
Puerta en El Cairo de Bab al-Futuh
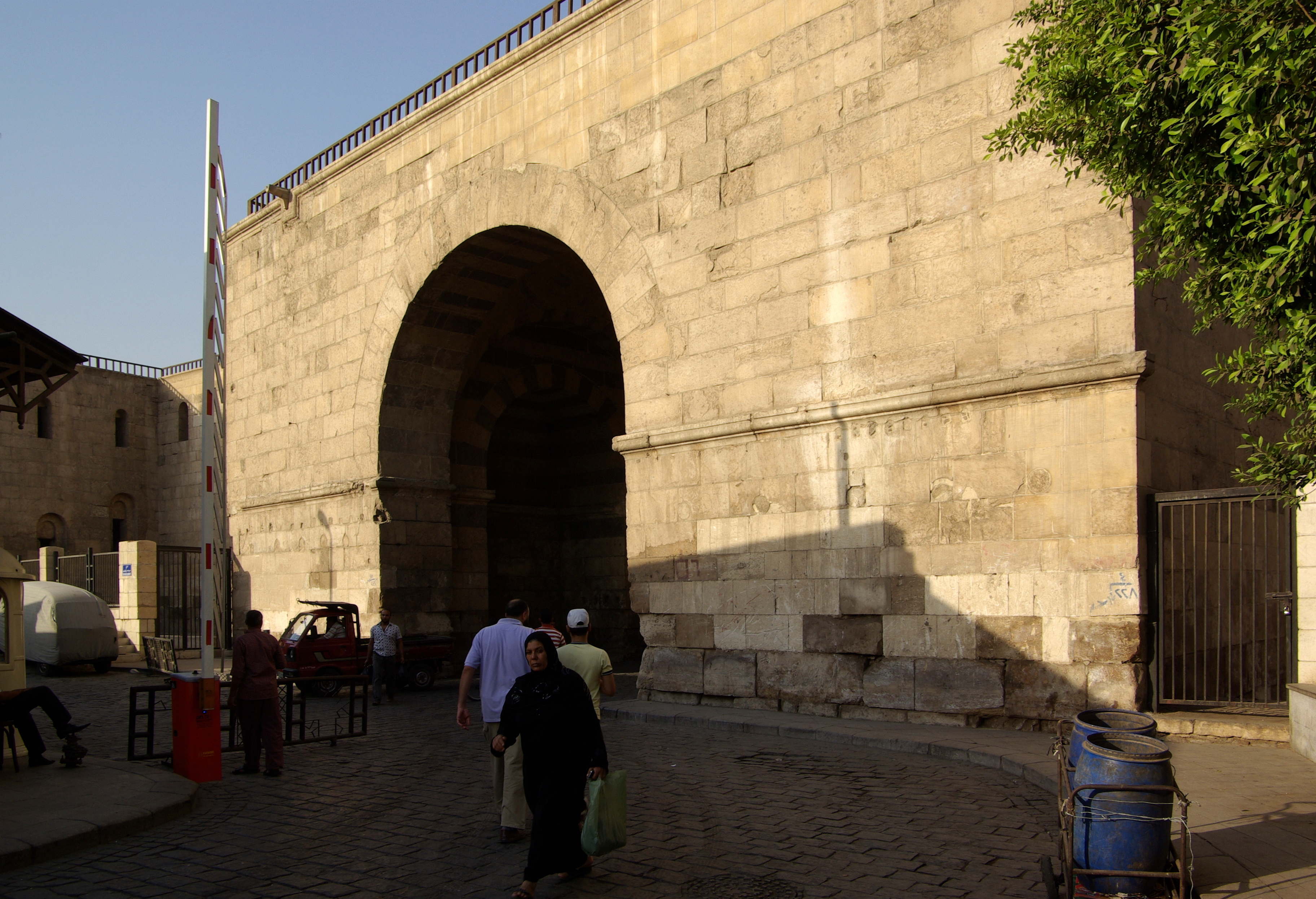
Puerta  en El Cairo de Bab al-Futuh
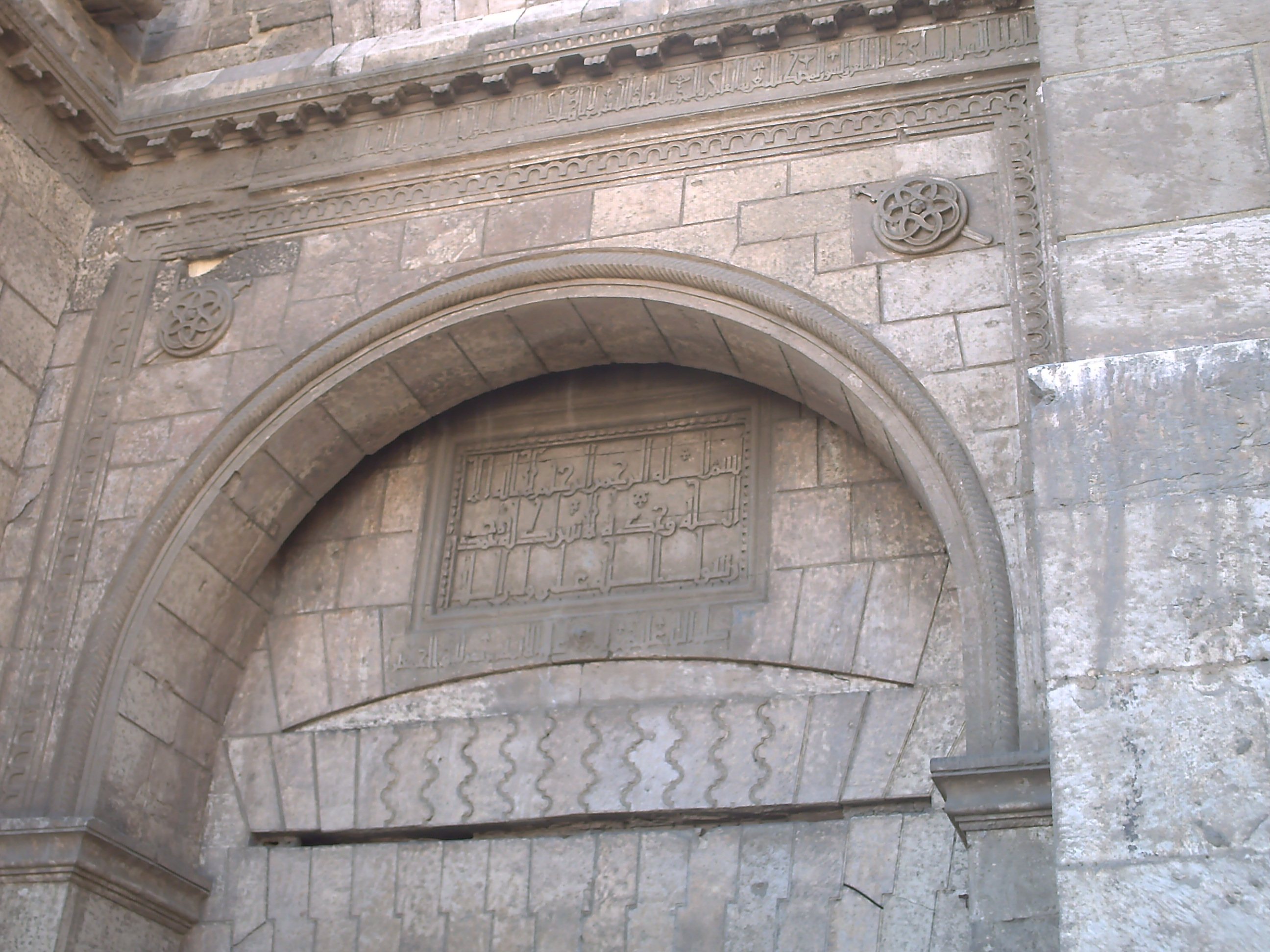
Puerta de Bab al-Nasr, detalle
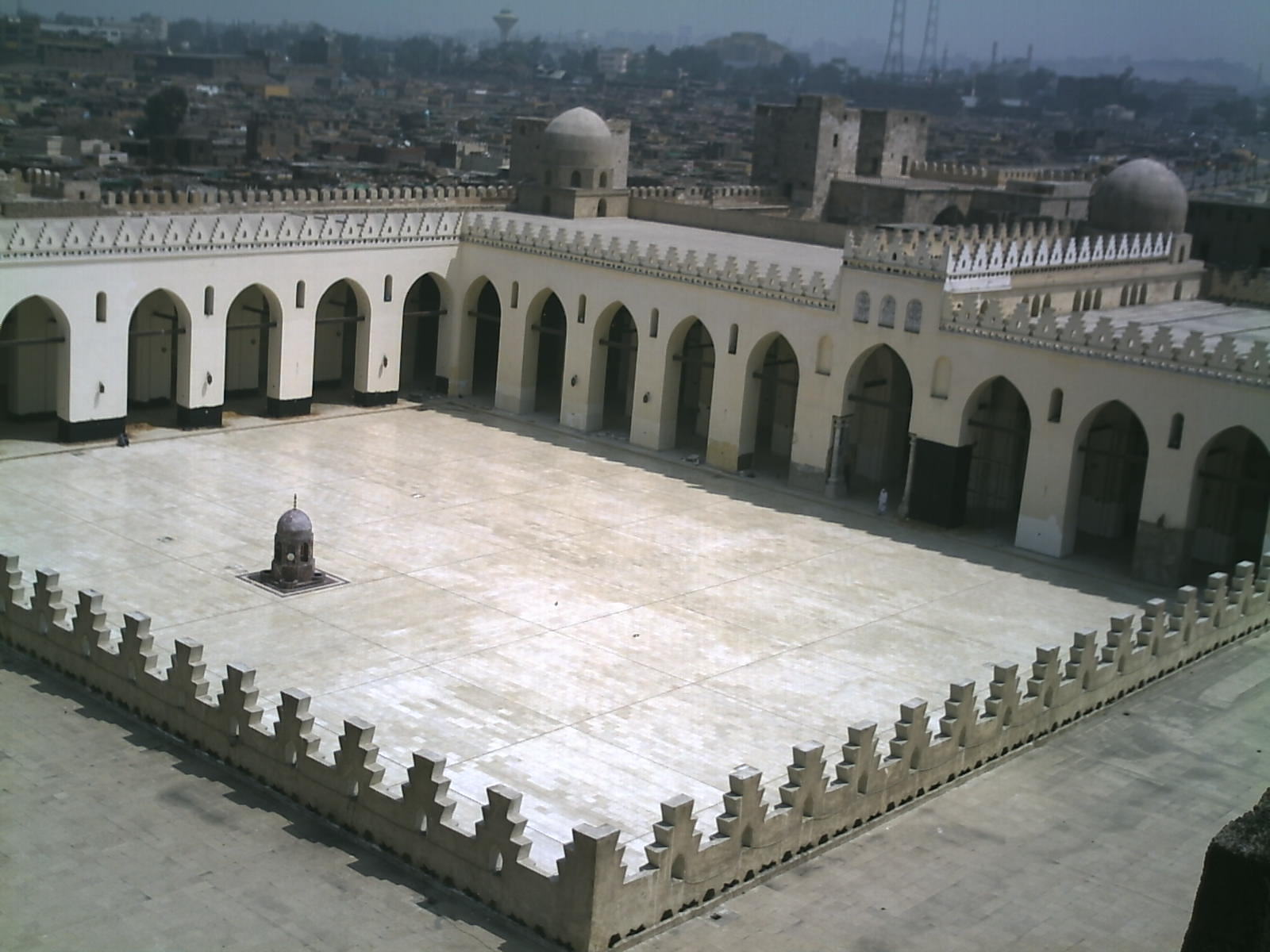
Masjid jamea al anwar, El Cairo
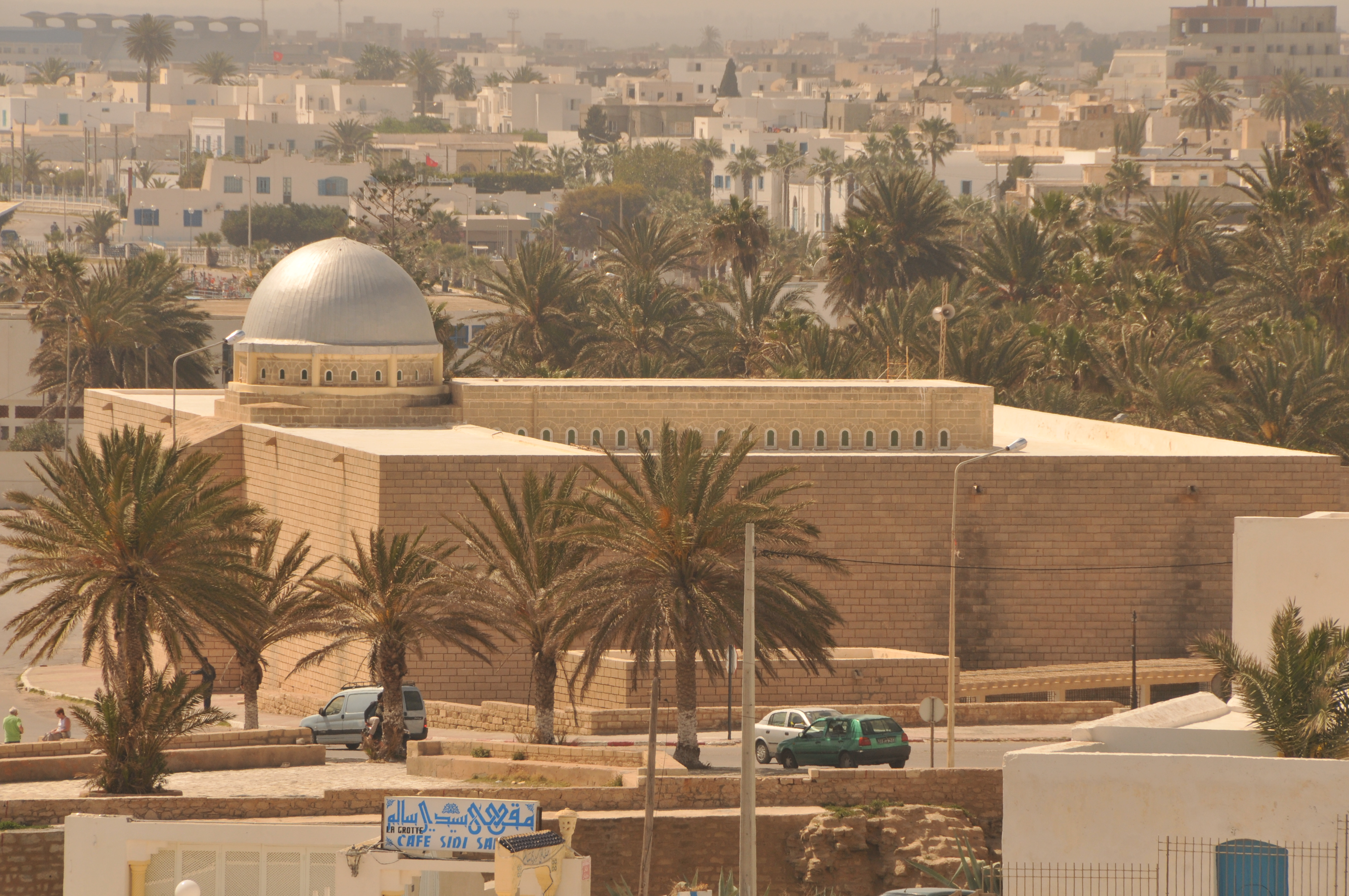
Gran mezquita de Mahdiya, Túnez
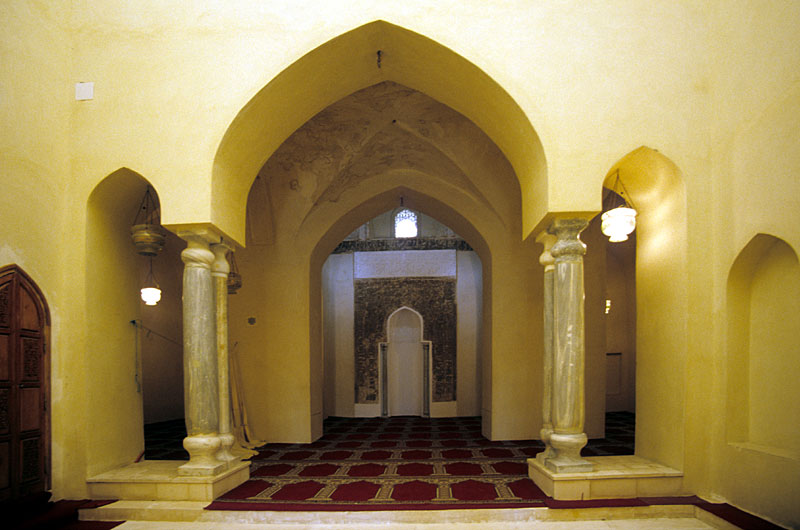
Interior de Masjid Juyushi, El Cairo